# Pneumatico

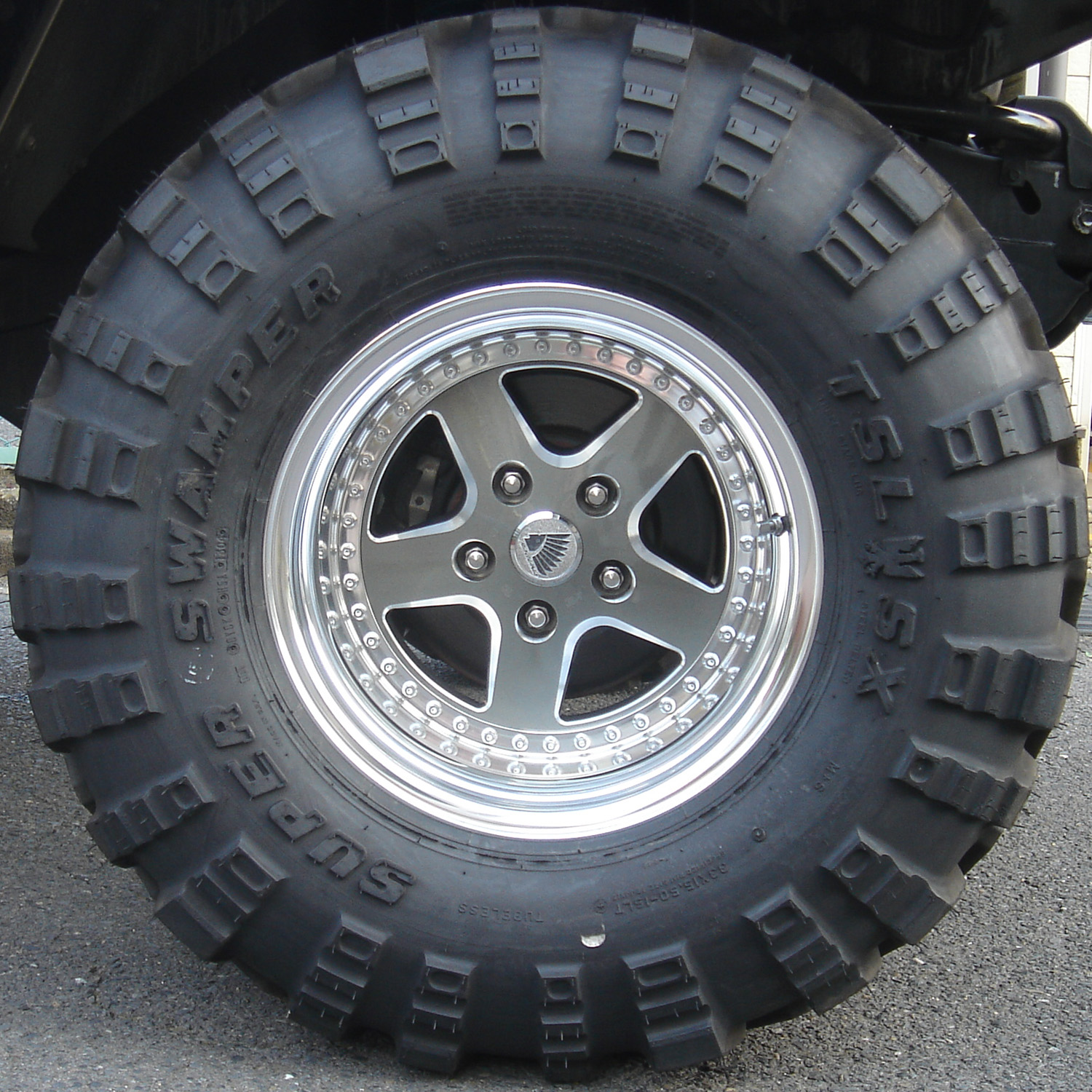
Uno pneumatico tubeless da automobile di grosse dimensioni montato su un cerchione in lega.

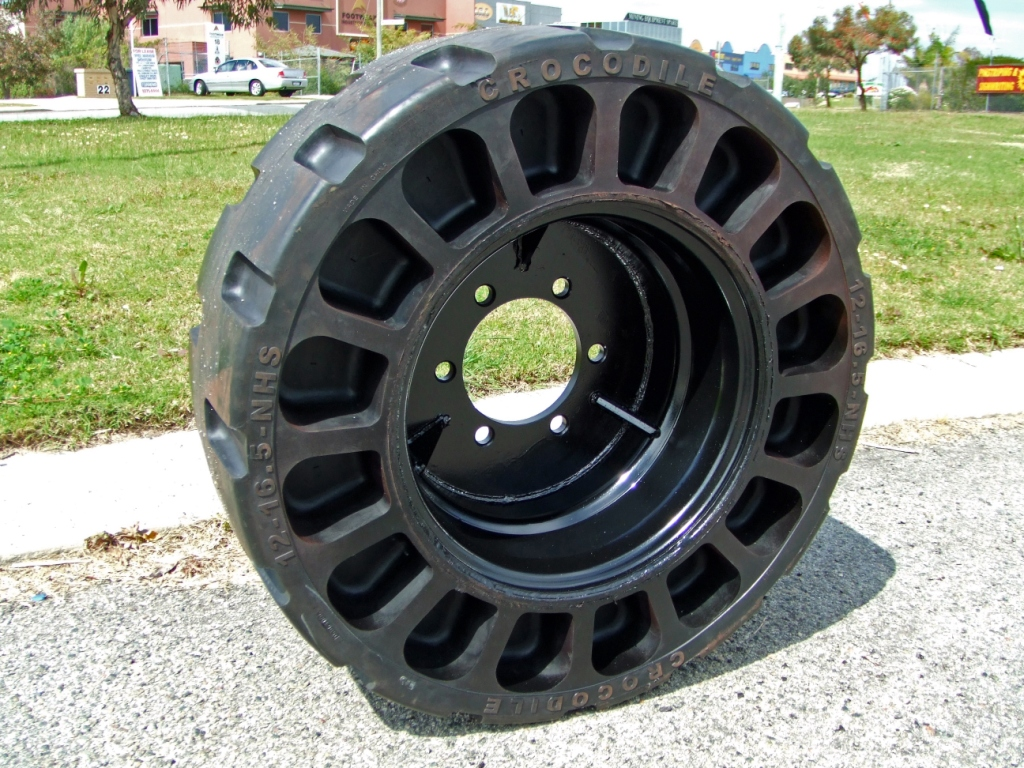
Un copertone del tipo a gomma piena, senz'aria.

Lo pneumatico (comunemente copertone o gomma) è l'elemento che viene montato sulle ruote di un veicolo e che permette l'aderenza del veicolo stesso sulla strada, fermo o durante il moto, determinando assieme al peso complessivo del veicolo e al tipo di fondo stradale il suo attrito sul suolo.
A volte, nella nomenclatura comune, si intende impropriamente per «pneumatico» l'insieme anche di una ruota/cerchione, in genere di lega metallica, e/o di una valvola di ritegno che permette di gonfiare lo pneumatico di aria compressa o azoto e ne impedisce l'uscita, integrata con la camera d'aria o avvitata alla ruota.

## Nota grammaticale
La parola pneumatico, nell'uso corrente, viene preceduta sia dagli articoli lo, gli, uno («lo pneumatico»; «gli pneumatici»; «uno pneumatico»), sia dagli articoli il, i, un («il pneumatico»; «i pneumatici»; «un pneumatico»).
Le forme con lo, gli, uno sono tradizionalmente preferite da molte grammatiche e da fonti quali l'Accademia della Crusca, che ritengono le forme con il, i, un più adatte all'uso parlato; è stato tuttavia osservato dal linguista Michele Cortelazzo, anch'egli Accademico della Crusca, come la preferenza per lo, gli, uno sia probabilmente il risultato di una norma creata artificialmente intorno agli anni trenta del XX secolo e diffusasi negli anni sessanta, senza un fondamento nell'uso reale, che ha invece sempre preferito il, i, un anche nella lingua scritta.

## Storia
Lo pneumatico moderno, inventato da Robert William Thomson nel 1845, perfezionato da John Boyd Dunlop nel 1888 e munito di battistrada dal 1904, equipaggia oggi la maggior parte dei mezzi di trasporto destinati a un uso su strada ed è prodotto in molteplici tipi e misure adatte a equipaggiare dalla bicicletta all'autovettura, dall'autocarro al trattore agricolo per non dimenticare, in campo aeronautico, l'adozione nei carrelli d'atterraggio.
Sono da considerare anche gli usi sportivi nelle varie competizioni motoristiche dove lo studio alla ricerca delle migliori prestazioni porta alla costruzione di pneumatici con mescole molto differenziate e alla scoperta di soluzioni tecniche applicabili al settore commerciale.

## Struttura

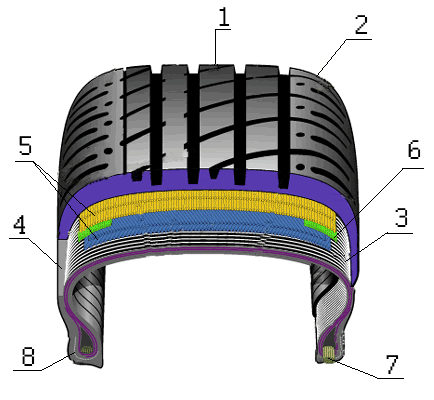
Pneumatico radiale:
1: Battistrada
2: Bordo del battistrada
3: Carcassa
4: Fianco dello pneumatico o Spalla
5: Pacco cintura
6: Rinforzi laterali del pacco cintura
7: Cerchietti
8: Tallone

Lo pneumatico è costituito da diverse parti che possono essere riassunte in:

### Battistrada
È l'elemento a contatto con l'asfalto, assicura la trazione del mezzo, resiste all'usura e protegge la carcassa, viene prodotto con la gomma (in passato naturale, ora sintetica (generalmente SBR) o gomma naturale di guayule per trasmettere e ricevere gli attriti radenti e volventi che si generano con il movimento) di diverso tipo a seconda del tipo d'impiego.
La larghezza del battistrada influisce in vari modi a seconda del tipo di pneumatico:
- Motociclistico, a maggiore larghezza corrisponde una maggiore capacità di tenuta, ma una minore velocità di cambio direzione e una minore tenuta su fondi bagnati;
- Automobilistico, a maggiore larghezza corrisponde una maggiore capacità di tenuta, ma una minore velocità di sterzata, diminuzione della velocità massima e di cambio direzione e una minore tenuta su fondi bagnati.

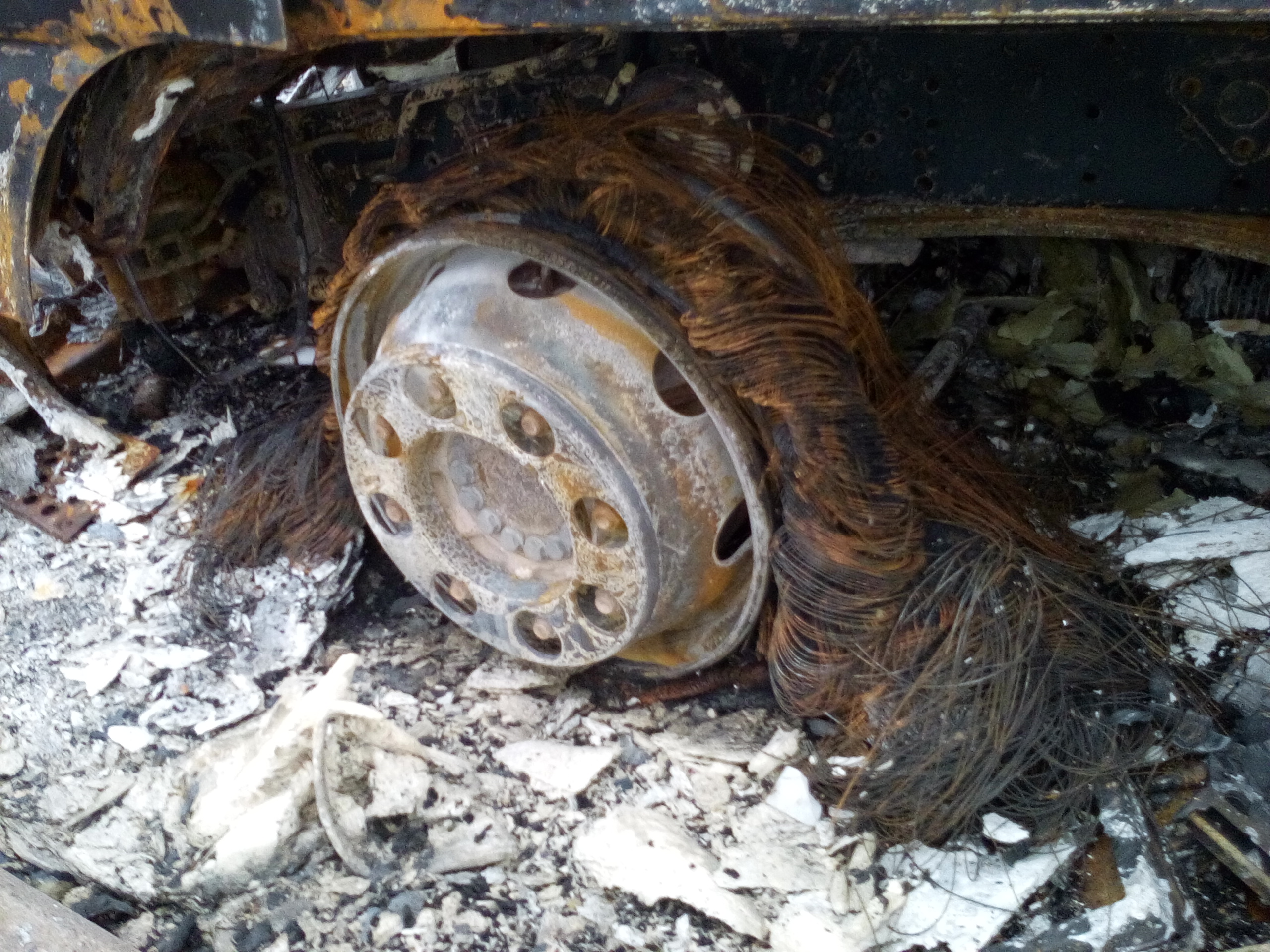
La quantità di metallo presente all'interno di uno pneumatico può essere visualizzata approssimativamente con questo copertone distrutto dal fuoco

### Pacco cintura e cintura radiale
Strati multipli di corde o fili d'acciaio (materiale più usato), nylon, poliestere o rayon (in disuso) interposte tra la carcassa e il battistrada, che aumentano la resistenza dello pneumatico, stabilizzano il battistrada garantendo protezione contro urti e forature e garantendo una migliore distribuzione delle forze sull'impronta laterale del battistrada e quindi anche una maggiore impronta a terra, questi fili sono disposti nella cintura con un'angolazione ridotta di 15-25° e incrociati tra loro, oppure sono disposti con un'angolazione di 0° rispetto alla mediana dello pneumatico ed eventualmente presentano anche altre cinture a diverse angolazioni per la distribuzione delle forze, in quest'ultimo caso il pacco cintura può essere sostituito da una "cintura radiale" caratterizzata da un filo metallico o da tanti fili senza giunture disposti sempre a 0°.
Questo elemento non è usato su tutti gli pneumatici con carcassa a tele incrociate, i quali se provvisti di queste cinture prendono il nome di cinturato, ma è una consuetudine per quelli con una carcassa a tele radiali.

### Fianco o spalla

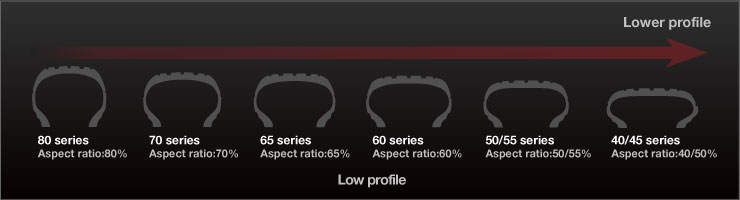
Pneumatico e aspetto del profilo con i diversi rapporti di spalla

Protegge le tele dagli agenti atmosferici e chimici e inoltre si oppone alla flessione a cui è sottoposto durante l'impiego.

L'altezza della spalla è la distanza tra il manto stradale e il cerchione; questa caratteristica permette la deformazione del profilo dello pneumatico, migliorando l'assorbimento di urti (causati, per esempio, da fondi irregolari), smorzando l'effetto delle masse non sospese e riducendo l'intervento delle sospensioni/ammortizzatori; a una maggiore altezza della spalla corrisponde una minore reattività in fase di sterzata e una minore stabilità in appoggio su fondi duri e regolari, come le strade; causa di ciò è la minore velocità di virata (rotazione in gradi al secondo).

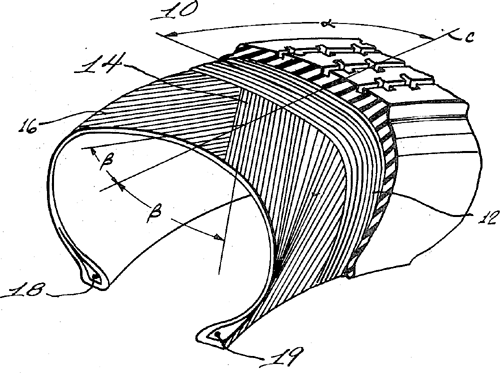
Carcassa dello pneumatico: con i numeri 14 e 16 viene raffigurata la disposizione diagonale, mentre con il numero 12 viene raffigurata la disposizione radiale.

### Carcassa o tela
Consente la trasmissione di tutte le forze di carico tra la ruota e il terreno come quelle che si sprigionano durante la frenata e nelle manovre di sterzatura, inoltre garantisce la resistenza alla pressione di gonfiaggio e successivamente di esercizio durante tutte le manovre. Questo elemento è composto principalmente da fili di Nylon affiancati (tela) che possono essere di diverso spessore e conferire una maggiore resistenza o scorrevolezza, infatti con l'aumento della sezione dei fili e di conseguenza una loro diminuzione di fili per pollice (TPI: Threads Per Inch o EPI: Ends Per Inch) si aumenta la resistenza e rigidezza della carcassa, ma diminuendone la scorrevolezza, questi valori di TPI variano da 20 a 320 a seconda dell'impiego.
- Diagonale o a tele incrociate o bias: le tele si estendono in diagonale da un tallone all'altro dello pneumatico formando un angolo di 30-40° con la linea mediana dello pneumatico stesso, dove ogni tela o strato successivo di filo va in direzione opposta e quindi incrociandosi.
- Cinturato o bias belted: si tratta di una carcassa diagonale provvista del pacco cintura, la quale conferisce caratteristiche analoghe agli pneumatici radiali.[9]
- Radiali: le tele si estendono da un tallone all'altro con un angolo di 90° con l'asse mediano dello pneumatico.

### Nervatura fascio o cerchietti
Sono fasce d'acciaio poste nel tallone, accomodano lo pneumatico sul cerchione e lo mantengono in posizione, evitando un suo eventuale sfilamento.

### Riempimento
generalmente è costituito da gomma ed è posto nella zona del tallone e del fianco per consentire un passaggio graduale dalla zona rigida del tallone a quella flessibile del fianco.

### Rivestimento interno
strato di gomma inserito all'interno degli pneumatici tubeless, studiato appositamente per evitare perdite d'aria.

### Tallone o incavo del tallone
strato di tela gommata che impedisce l'usura provocata dallo sfregamento del tallone contro il bordo del cerchio e che garantisce l'attrito necessario per evitarne la rotazione sullo stesso

## Tipologie

Sezione pneumatico di bicicletta tube type:
1=Cerchione
2=Coprinippel
3=Pista per i pattini del freno
4=Corda d'acciaio
5=Camera d'aria
6=Carcassa dello pneumatico
7=Battistrada

Gli pneumatici si dividono in diverse categorie:
- Con camera d'aria (tube type): lo pneumatico si sostiene grazie all'utilizzo di una camera d'aria che rimanendo gonfia permette allo pneumatico di mantenere la sua forma e assorbire parte delle asperità del terreno, permettendo l'uso anche su cerchi non più perfettamente rotondi o con piccoli difetti, inoltre se abbinati a cerchioni muniti di fermacopertone è possibile usare pressioni d'esercizio più basse.
- Senza camera d'aria (tubeless): se tali coperture sono abbinate ad un cerchione per tali pneumatici, funge anche da camera d'aria e si autosostiene in quanto riesce a mantenere l'aria intrappolata tra pneumatico e cerchione, tale accoppiamento deve essere mantenuto per tutto il ciclo di funzionamento e generalmente non tollera deformazioni del cerchione o suoi difetti.
- Tubolare: pneumatico specifico per biciclette, dove lo pneumatico ha una struttura intermedia tra la camera d'aria ed uno pneuamtico tubeless

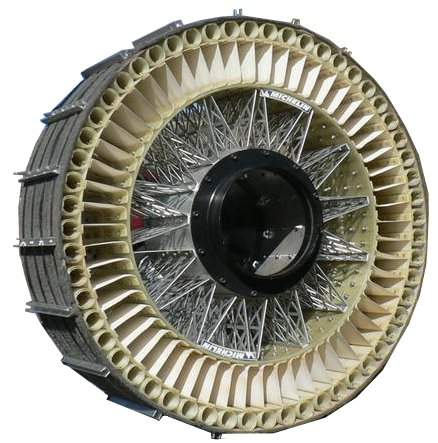
Ruota TWEEL del rover lunare scarab della NASA

- NPT Non-pneumatic tires, pneumatici che non richiedono aria:
  - Pieni, sono degli pneumatici che invece d'essere gonfiati ad aria sono riempiti di plastica o si auto-sostengono dato che hanno una struttura piena. Sono stati usati su trattori degli anni '30-'50, sono usati sulle macchine operatrici, come ad esempio i carrelli elevatori, così come su pattini a rotelle e via dicendo.
  - Autoportante, si tratta di uno pneumatico pieno, ma provvisto di particolari fori, che ne conferiscono una maggiore flessibilità e assorbimento delle imperfezioni, viene utilizzato su alcuni mezzi d'opera al posto di quelli pieni. Una derivazione di questi pneumatici sono i TWEEL, i quali non hanno ancora un'applicazione civile.
  - TWEEL, la copertura esterna fatta di gomma costituisce anche l'elemento che mantiene il battistrada alla giusta rigidità ma senza l'ausilio dell'aria; questo si ottiene grazie ai collegamenti a raggi di poliuretano flessibile che vengono utilizzati per supportare e agganciare il battistrada al mozzo, svolgendo anche la funzione di ammortizzazione come nello pneumatico tradizionale; questa copertura è stata ideata nel 2005, ma non è ancora stata commercializzata[15][16]. La prima applicazione è avvenuta con la NASA, laddove il Rover Lunare utilizza tali ruote[17].
Successivamente venne presentato l'UPTIS (Unique Puncture-proof Tire System), evoluzione dei TWEEL[18], da cui si differenzino per la capacità di supportare velocità alte, come nell'uso della mobilità extraurbana.[19]

## Caratteristiche
Gli pneumatici hanno determinate caratteristiche, influenzate da determinati valori, alcune molto importanti per definire il comportamento dello pneumatico, come:

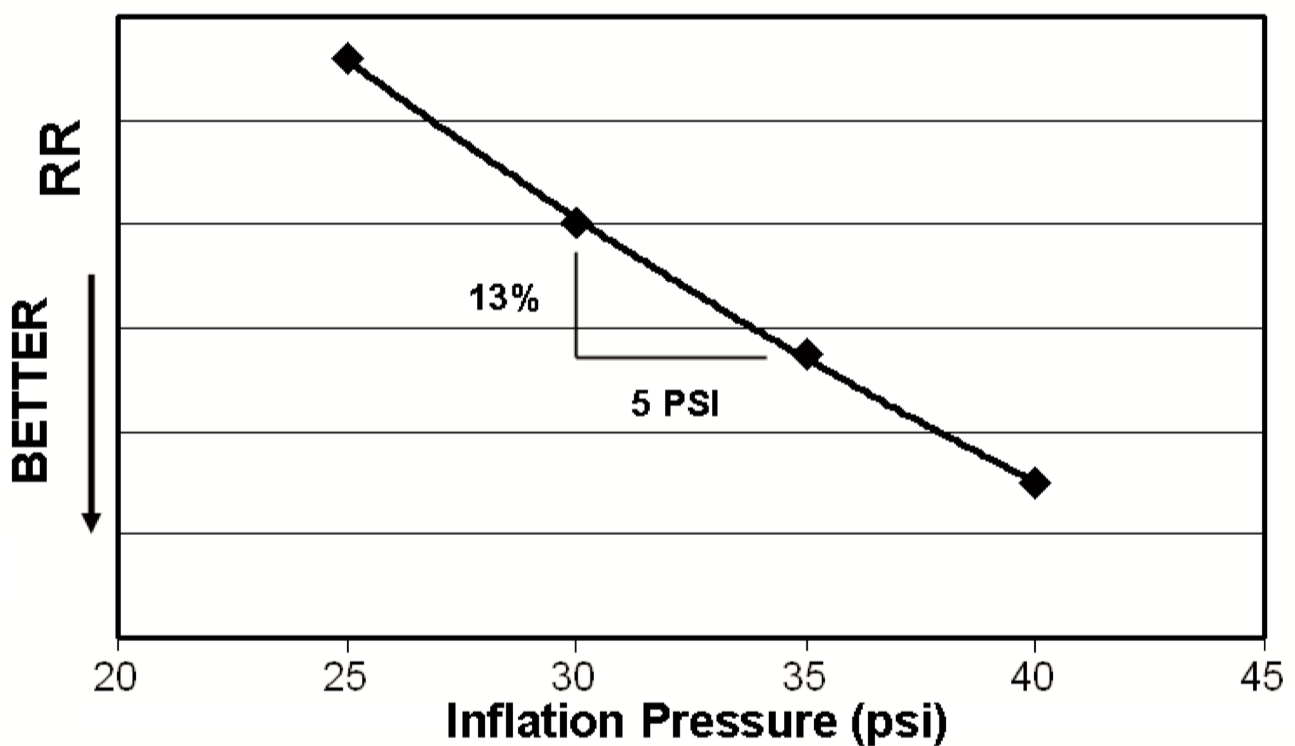
Variazione della Resistenza di Rotolamento al variare della pressione di gonfiaggio

- Pressione, una maggiore pressione corrisponde a una durezza maggiore dello pneumatico; questo valore deve essere regolato in base alla massa del veicolo, al tipo di strada da percorrere e allo pneumatico in uso, inoltre incide anche sulla resistenza di rotolamento dello pneumatico, dove una maggiore pressione corrisponde ad una minore resistenza. Una pressione relativamente elevata è adatta a mezzi pesanti, a strade lisce e dure e a pneumatici a spalla bassa (come i tubolari delle biciclette da corsa).
Questo parametro va regolato anche a seconda del periodo climatico e del tipo d'impiego a cui viene sottoposto, difatti l'aria che vi è contenuta tende a espandersi all'aumentare del suo riscaldamento e innalzare di conseguenza la pressione di gonfiaggio; le condizioni che più portano ad aumentare la temperatura dell'aria ivi contenuta sono l'impiego sportivo e le alte temperature climatiche (che portano a innalzare di conseguenza anche quella dell'asfalto); per questo in tali situazioni si adotta una pressione di gonfiaggio più bassa rispetto al normale, mentre nel periodo freddo e con un impiego non stressante per lo pneumatico si adotta una pressione più alta.
In ambito agricolo o d'impiego fuoristrada, quindi in caso di terreni cedevoli, morbidi o viscidi si utilizza una pressione molto bassa in modo da massimizzare l'impronta a terra e ridurre la pressione al suolo ed il suo compattamento, migliorando anche la trazione del mezzo, anche se tale situazione operativa può favorire lo stallonamento dello pneumatico dal cerchione[20], esistono anche sistemi atti ad automatizzare o rendere più agevole la gestione della pressione al cambio di situazione operativa, come il "central tire inflation system (CTIS)".[21]
- Circonferenza della ruota, un valore maggiore corrisponde a un minore effetto delle irregolarità del terreno, determinato da un passaggio più morbido da un livello a un altro.
- Direzione di rotolamento, gli pneumatici possono essere disegnati in modo da dovere essere utilizzati in un unico verso di rotazione, oppure avere un disegno che permetta un montaggio indifferenziato.
- Temperatura d'esercizio o funzionamento gli pneumatici, a seconda della loro struttura e del tipo d'impiego a cui sono destinati, hanno diverse temperatura di funzionamento (temperatura raggiunta dallo pneumatico stesso); generalmente per gli pneumatici stradali queste temperature si aggirano tra 50 e 80 °C[22], mentre in ambito sportivo tali temperature possono alzarsi anche oltre i 130 °C[23]. La temperatura di funzionamento influisce anche sul gonfiaggio dello pneumatico stesso e sulle sue prestazioni, quindi gli pneumatici che non riescono a lavorare alla prevista temperatura d'esercizio offriranno delle prestazioni inferiori[24].
- Colore del fumo gli pneumatici quando si surriscaldano, come nel caso di sbandate controllate prolungate o drift o bloccaggi ruota emettono fumo, alcuni produttori per esaltare le esibizioni che utilizzano tali tecniche o situazioni fanno in modo che il fumo emesso sia colorato[25].

- Lo pneumatico durante la sua storia ha assunto varie colorazioni:
  - Totalmente bianco o, più raramente, anche rosso come nel caso dei primi pneumatici
  - Bicolore o a spalla bianca usati fino agli anni '60 e fabbricati anche al giorno d'oggi da alcuni produttori
  - Totalmente nero, pneumatici usati tuttora, con talvolta scritte colorate in bianco o giallo
- Trattamenti: gli pneumatici possono essere sottoposti a diversi trattamenti a seconda delle esigenze:
  - Regolazione dello spessore del battistrada, per ripristinare o ottenere determinate caratteristiche. Sgorbiatura, atta a ricavare un determinato disegno del battistrada o per ripristinarlo; Tornitura, utilizzata per ripristinare la forma o ridurre lo spessore del battistrada.
  - Protettivo gomme o nero gomme[26], trattamento atto a mantenere e ripristinare le caratteristiche dello pneumatico nel tempo.
  - Trattamenti per l'aderenza, incrementano l'aderenza dello pneumatico tramite degli agenti che alterano la durezza dello pneumatico, rendendo la superficie del battistrada più morbida e malleabile, permettendo un ingranamento migliore, favorendo anche l'adesività dello pneumatico, ma riducendone la resistenza meccanica, portando anche ad un'usura maggiore.

Come accorgimenti si hanno:
- Indicatore posizione valvola su alcuni pneumatici può essere presente un segno sullo stesso per indicare la posizione della valvola aria, in quanto in quel punto il copertone è leggermente più leggero per compensare il maggiore peso della valvola.[27]

- Spia d'allarme o TPMS (Tyre Pressure Monitoring System) indicazione che ci segnala la pressione ridotta di uno o più pneumatici, questa misura può essere effettuata in diversi modi;[28]
  - TPMS indiretto, in questo caso non si utilizza un sensore specifico che effettua una misura diretta, ma la pressione viene rilevata indirettamente sfruttando i sensori di altri sistemi di bordo, quali l'ABS e l'ESP, dove viene rilevata la rotazione delle diverse ruote e verifica che la rotazione delle stesse sia coerente (la pressione influisce sul diametro), le limitazioni di tale sistema sono costituite dal tipo di controllo, il quale oltre a richiedere qualche chilometro per rilevare l'anomalia, non può individuare un'eventuale perdita di pressione omogenea tra pneumatici.
  - TPMS diretto tale sistema prevede un sensore di pressione nello pneumatico; tali sensori trasmettono i dati al computer di bordo, l'inconveniente di tale sistema è la dipendenza delle batterie dei sensori e la loro delicatezza ed esposizione durante il cambio gomme.

Spia della pressione pneumatici

- Run-flat o antiforatura tecnologia che permette allo pneumatico forato o di non perdere l'aria contenuta al suo interno o di autosostenersi[29][30]
- Pneumatici verdi si chiamano così perché oltre a generare un minor rumore, riescono a far risparmiare anche carburante permettendo un risparmio dal 5 all'8%, questo perché riescono a fornire una resistenza minore del 30% circa.[31]
- Tag RFID nelle competizioni questi sensori vengono inseriti negli pneumatici dallo stesso fornitore per migliorare il monitoraggio della prestazione; questa soluzione fu introdotta da Dunlop nel 2011 nella BTCC (British Touring Car Championship) e nel Campionato Europeo Truck Racing della FIA, successivamente utilizzato anche nella Moto3 e Moto2[32]
- Zavorramento ad acqua in ambito agricolo gli pneumatici possono essere riempiti ad acqua per circa il 75% per aumentare la trazione o abbassare il centro di gravità ed evitare il ribaltamento.[33][34]

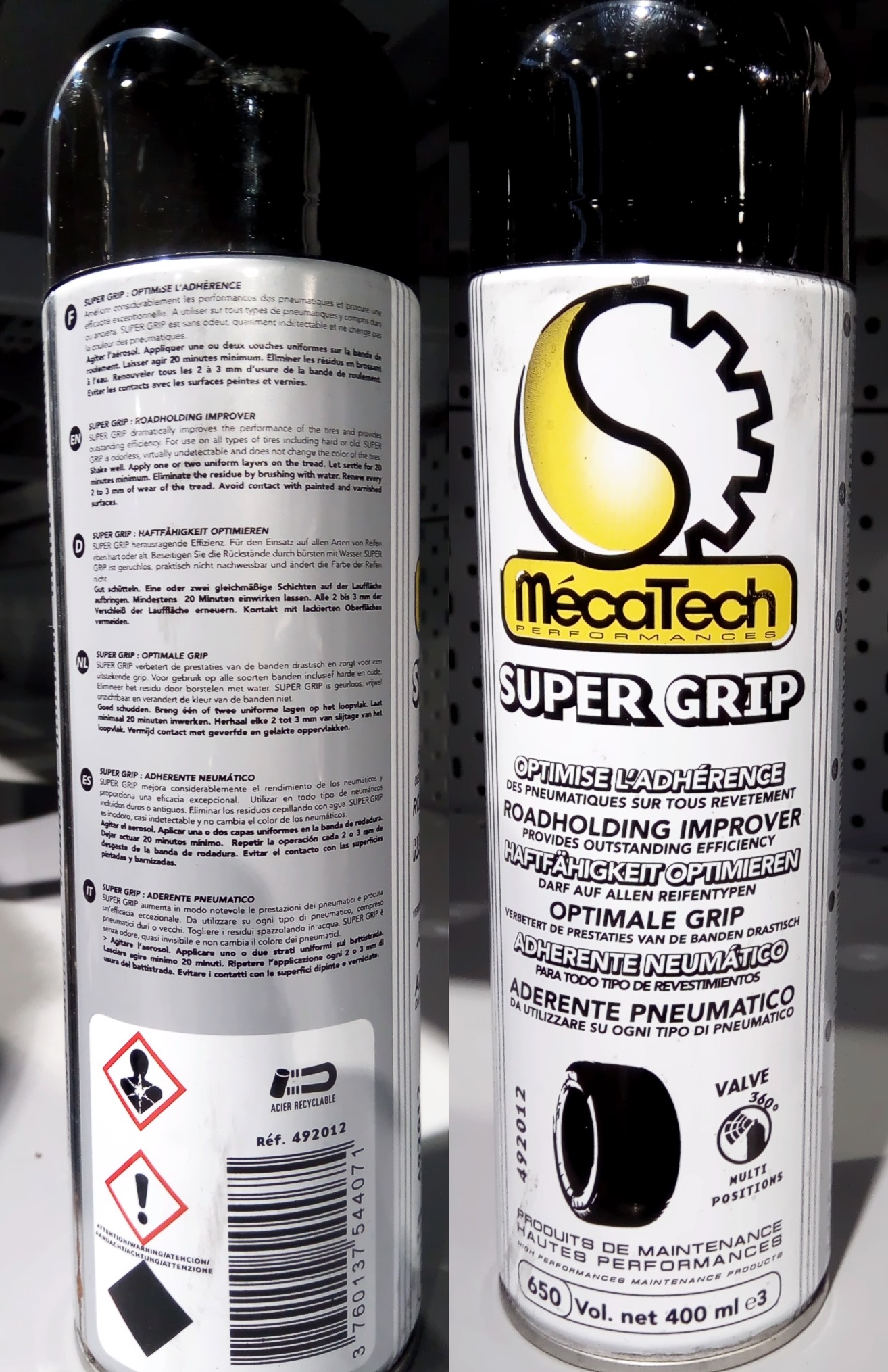
Bomboletta spray per il miglioramento dell'aderenza degli pneumatici, a discapito della durata chilometrica.

### Aderenza

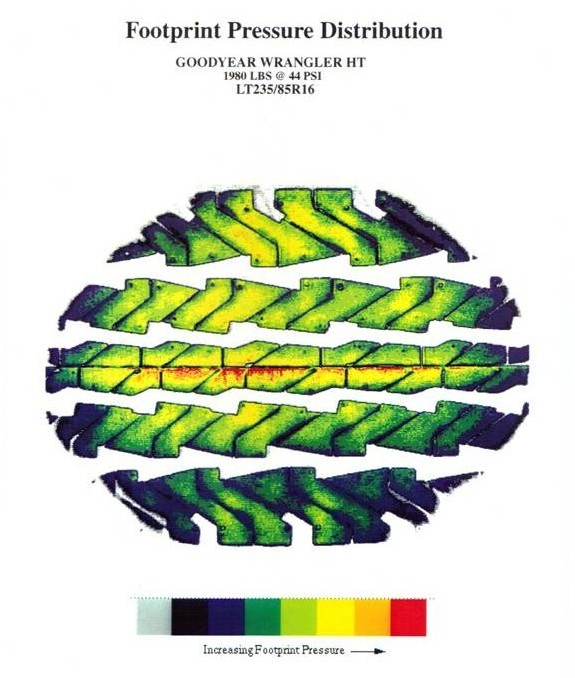
Impronta a terra di uno pneumatico

L'aderenza degli pneumatici, come descritto dalla legge della fisica sull'aderenza, è definita dal coefficiente d'aderenza dello pneumatico, definito dalla mescola dello stesso, ma anche dalla larghezza, perché l'aderenza su manto stradale asfaltato viene definita per il 75% dall'adesione (la gomma s'incolla al suolo), mentre il 25% viene definito dall'ingranamento (la gomma si adatta alle microdeformità del suolo)
Gli pneumatici sportivi hanno un coefficiente d'attrito di 1,8 contro i 0,5/0,7 degli pneumatici stradali, risultando a tutti gli effetti adesivi al suolo.
Il problema dell'aderenza degli pneumatici è dato dal fatto che il materiale di contatto dello stesso con l'asfalto tende a scaldarsi, soprattutto in condizioni d'uso gravoso, come le curve, le frenate e le accelerazioni brusche. Per questo motivo, la larghezza dello pneumatico deve avere un valore minimo, altrimenti si rischia un surriscaldamento del battistrada e, di conseguenza, una diminuzione del coefficiente d'attrito. Ma è altrettanto vero che il manto stradale non ha sempre le stesse caratteristiche, quindi si possono avere dei tratti di maggiore aderenza.

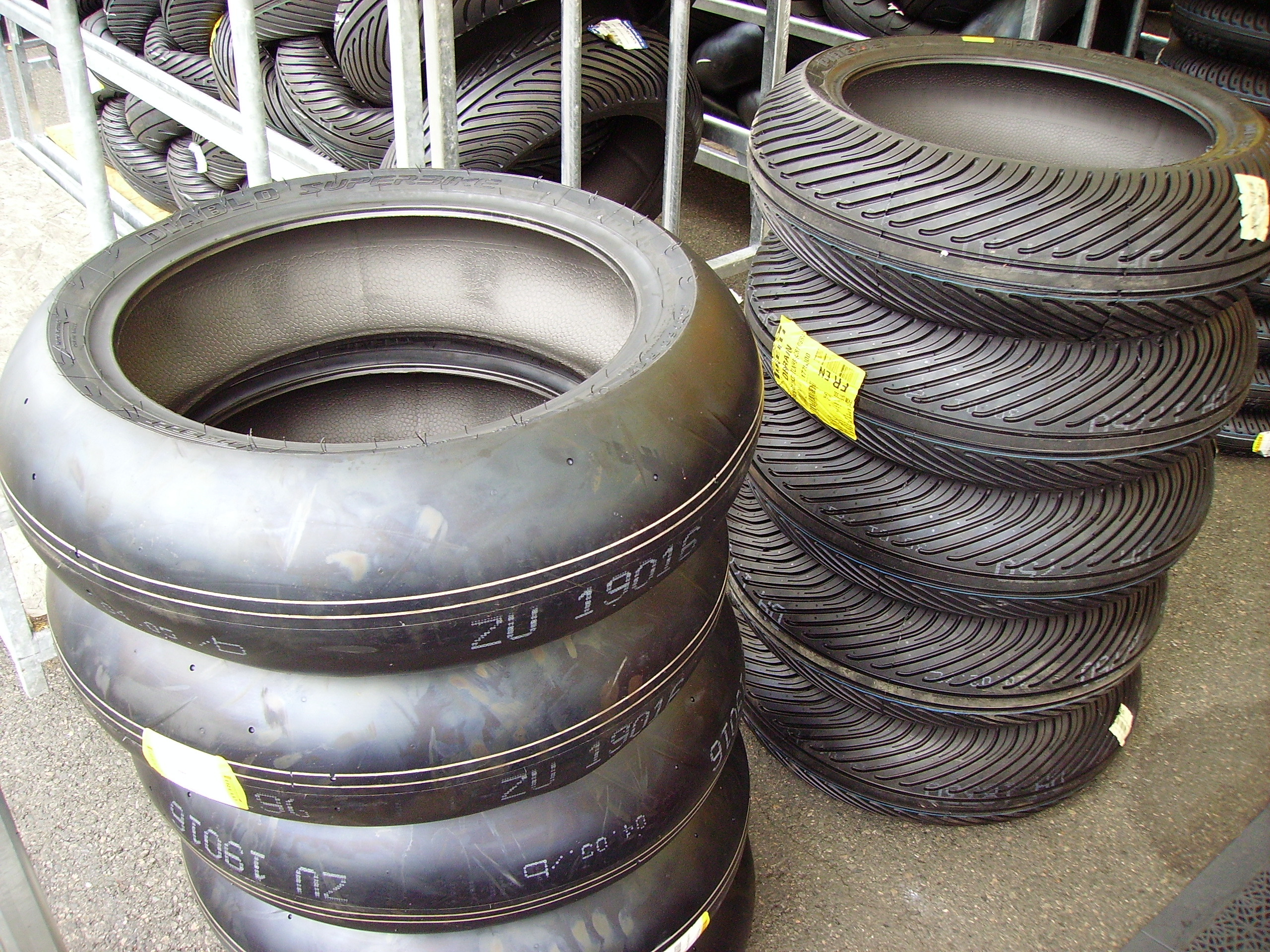
Pneumatici sportivi per motociclette, a sinistra uno slick per asfalto asciutto, a destra gomma scolpita da bagnato

Il problema della larghezza dello pneumatico si presenta anche per via del valore massimo, perché, raggiunto un determinato valore, il materiale di cui è costituito lo pneumatico non riesce più a entrare in temperatura d'esercizio e a dare una sufficiente aderenza; inoltre, adoperando misure grandi, si aumenta la possibilità che qualche oggetto estraneo si interponga tra ruota e asfalto, riducendo l'aderenza.
In caso di pioggia, l'acqua si frappone tra asfalto e pneumatico, riducendo di conseguenza l'aderenza; quest'ultima si riduce maggiormente con pneumatici non drenanti e larghi, mentre con pneumatici drenanti (come gli invernali) e stretti si diminuisce questo effetto, giacché o viene drenata meglio, o spostata via più facilmente, data la maggiore pressione dello pneumatico stretto sul manto (per via della ridotta superficie di appoggio dello stesso).
Un altro fattore che determina l'aderenza è la giusta pressione di gonfiaggio, dato che tale pressione determina il modo in cui il battistrada viene premuto al suolo, infatti al variare della pressione di gonfiaggio si otterranno delle variazioni dell'impronta a terra, la quale può ulteriormente variare a seconda se lo pneumatico è di tipo radiale e quindi provvisto di cintura o se di tipo diagonale senza cintura, infatti in quest'ultimo caso l'impronta risulterà circolare o ovale invece che rettangolare o quadrata, il che determina anche la differente distribuzione di pressione al suolo.

### Modello matematico
Esistono diversi modelli matematici, che permettono di simulare il comportamento dello pneumatico, in modo più o meno preciso e con formule più o meno fedeli.

La difficoltà principale nello sviluppo di un modello matematico preciso e affidabile è sia l'elevato numero di variabili, sia le scienze coinvolte, come chimica e fisica, il che rende lo studio particolarmente complesso e di difficile gestione ed interazione, rendendo la descrizione tramite formule particolarmente ardua.

Il modello matematico che all'inizio del terzo millennio ha riscosso particolare successo rispetto alle altre formulazioni, prende il nome di formula magica di Pacejka, questa definizione di "magica" è dato dal fatto che le funzioni utilizzati sono approssimative, in quanto le formule delle basi fisiche utilizzate sono poco solide, in quanto è principalmente focalizzata sui concetti pratici che deve descrivere. Questa caratteristica ha permesso una facile gestione e versatilità della stessa il che ne ha permesso un'ampia diffusione sia in ambito professionale come le competizioni di Formula 1, sia in ambito ludico, come nei videogiochi.

## Battistrada
Il battistrada è caratterizzato da molti elementi, i quali sono illustrati di seguito:

### Composizione
- Monomescola si usa un solo tipo di mescola per la composizione del battistrada
- Plurimescola si adoperano più mescole per la composizione del battistrada, con passaggio netto o graduale da una mescola all'altra, soluzione adoperata per alcuni pneumatici motociclistici sportivi stradali ed in alcuni pneumatici da fuoristrada, generalmente in ambito fuoristrada il plurimescola è utilizzato per differenziare la resistenza del tassello nella sua parte interna rispetto a quella esterna che rimane più morbida, in modo da garantire la resistenza alla deformazione e conservare un'ottima tenuta.

Inoltre la mescola è arricchita con nero di carbone e silice, dove il diverso rapporto e quantitativo di questi elementi permette di realizzare le varie mescole per pneumatici stradali estivi, invernali, 4 stagioni, oppure pneumatici sportivi o agonistici.

### Disegno del battistrada
Il disegno del battistrada è molto importante e varia profondamente a seconda della destinazione d'impiego dello pneumatico.

#### Tipo del disegno
Il disegno dello pneumatico per le autovetture, camion e di qualsiasi altro mezzo con 3 o più ruote può essere:
- Simmetrico, lo pneumatico adotta il medesimo intaglio su tutto il battistrada, o più precisamente ha un disegno perfettamente speculare tra la metà interna e la metà esterna dello pneumatico (obbligatorio per le motociclette).
- Asimmetrico, lo pneumatico nella parte interna ha un disegno degli intagli diversi da quella esterna; questa differenza permette una funzione diversificata dello pneumatico, dove la parte più esterna, meno intagliata, reagisce meglio alle curve veloci, mentre la parte interna, più intagliata, permette un miglior drenaggio dell'acqua; questo comportamento differenziato può mutare a seconda dei diversi trasferimenti di peso e variazioni d'assetto che il mezzo può assumere durante la marcia (con un minor trasferimento di carico si usa la parte più interna, con un maggior trasferimento di carico si usa la parte esterna).

Il disegno può inoltre essere concepito anche in base al suo verso di rotazione:
- Rotazione vincolata, il disegno è lavorato in modo da offrire il massimo delle proprie prestazioni lungo una specifica direzione di rotolamento; ciò comporta la necessità di prestare particolare attenzione durante il montaggio di tali pneumatici, che montati al contrario fornirebbero caratteristiche di tenuta e di drenaggio inferiori, mentre se montati correttamente sono tendenzialmente migliori rispetto ad un disegno non vincolante nella rotazione.
- Rotazione libera, il disegno del battistrada è progettato per lavorare correttamente in qualsiasi direzione di rotazione, questo permette l'economia di produzione e la semplicità di montaggio, oltre alla versatilità nella gestione degli pneumatici e della loro rotazione sui vari assi del mezzo e facilitare la gestione dell'usura, inoltre questo tipologia di disegno è quello indicato per la ruota di scorta (quando si ha solo una ruota di scorta), in quanto non si può sapere a prescindere quale ruota dovrà sostituire.

#### Caratteristiche
Il disegno è caratterizzato da:
- Numero di scanalature, maggiori saranno le scanalature e più sarà drenante il battistrada
- Profondità delle scanalature, più saranno profonde e più sarà drenante il battistrada

I due estremi per il disegno del battistrada sono gli pneumatici da Cross e da Motomondiale, dove nel primo caso gli intagli sono talmente numerosi e profondi da creare i tacchetti (abbastanza distanti tra di loro e alti anche qualche centimetro) che caratterizzano questi pneumatici, mentre nel secondo caso (pneumatici da Motomondiale) questi sono completamente privi d'intagli, detti slick.

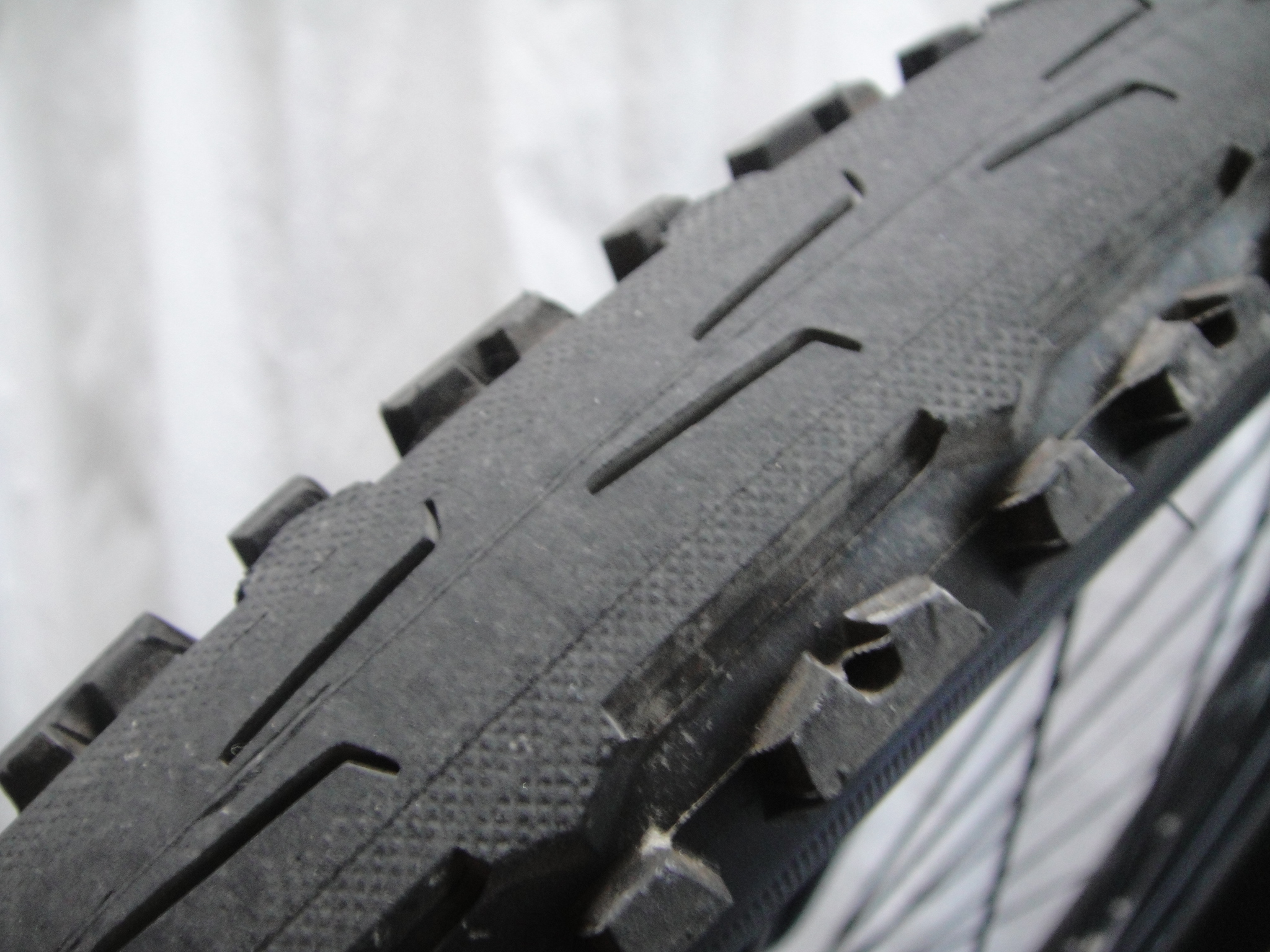
Pneumatico semislick di una bicicletta

In alcuni ambiti come nel caso delle biciclette, per garantire un utilizzo più flessibile dello pneumatico si utilizza un disegno ambivalente, come nel caso degli pneumatici semislick, dove centralmente sono lisci o con poche scanalature, in modo da ridurre l'attrito e migliorare il comfort su strada, mentre ai lati presentano dei tasselli, in modo da consentire la presa su terreni cedevoli.
Il disegno del battistrada può essere anche creato o rigenerato tramite degli intagliatori per pneumatici, generalmente la creazione di intagli viene effettuata sugli pneumatici completamente lisci come quelli del Motomondiale, pratica tipica dei mezzi da supermotard, mentre la rigenerazione degli intagli, e quindi l'altezza del battistrada, viene generalmente eseguita su copertoni da camion.
Esistono anche pneumatici estremamente specializzati come quelli da sabbia, che sono caratterizzati dalla presenza di vere e proprie pale lungo il battistrada e pneumatici da fango tipici dei trattori, di quest'ultimi pneumatici vengono prodotti anche versioni modificate per automezzi.

### Spessore, riscolpitura e tornitura

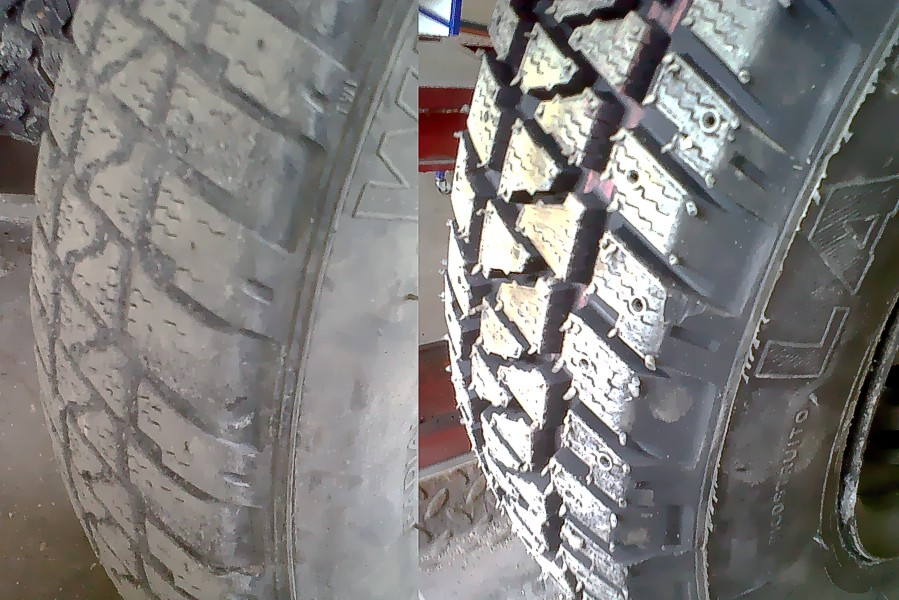
Due pneumatici, di cui a sinistra completamente consumato e a destra nuovo

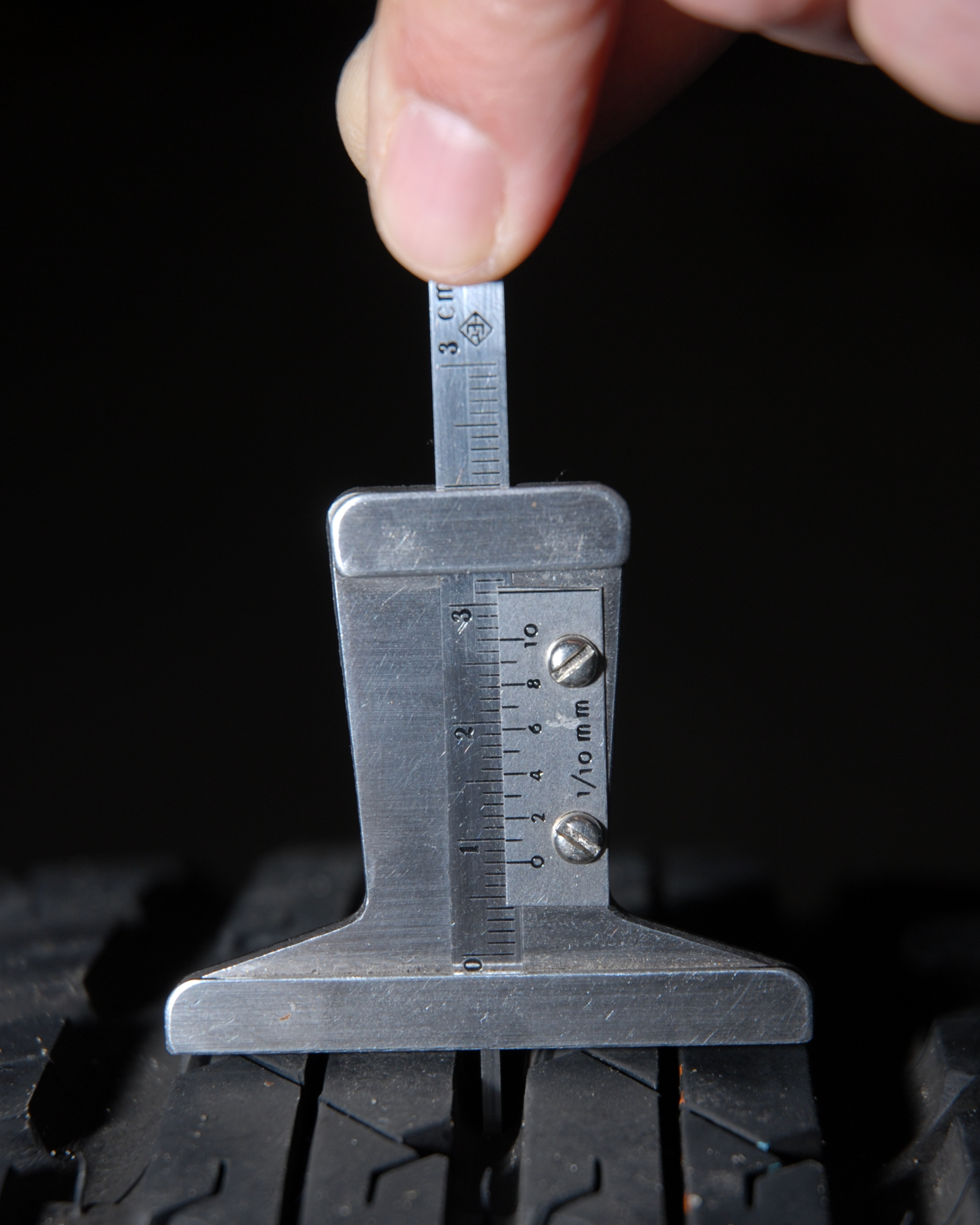
Calibro per misurare lo spessore del battistrada

Lo spessore del battistrada è determinato dal tipo di pneumatico e ha un valore minimo che viene sia imposto per legge, sia consigliato dal costruttore, il quale è meno permissivo e quindi determina uno spessore minimo del battistrada maggiore.
Per verificare lo spessore del battistrada è disponibile uno specifico calibro, ma per vedere se è ancora nelle tolleranze del costruttore è sufficiente verificare lo scalino che fa da indicatore d'usura e che viene riportata l'indicazione sulla spalla con la scritta TWI (Tread Wear Indicator).
Quest'altezza può essere ripristinata tramite una sgorbiatrice (rigatore per battistrada), che permette di ricalcare il profilo dello pneumatico qualora lo pneumatico lo permetta e generalmente vengono marchiati "REGROOVABLE" e possono permette il recupero di 2-4 mm, inoltre su pneumatici slick è possibile eseguire un disegno a propria scelta, per poterlo rendere adattabile all'uso sul bagnato, ma sono state eseguite anche intagliature commemorative, come nel caso di James Toseland.
In determinate situazioni si ricorre invece a ridurre lo spessore del battistrada tramite ablazione mediante una lama ruotante, come in alcune competizioni automobilistiche, dove si devono utilizzare pneumatici stradali, ma può essere utilizzato anche per recuperare pneumatici con battistrada particolarmente deformato superficialmente e recuperare il rotolamento ideale

### Profilo, mescola e temperatura
Il profilo dello pneumatico è studiato a seconda delle esigenze a cui deve rispondere e al mezzo a cui va applicato; può essere di due tipi:
- Normale/Turistico, studiato in modo da offrire la migliore guidabilità. Nel caso degli pneumatici automobilistici questi avranno un'unione arrotondata tra spalla e battistrada. Nel caso degli pneumatici motociclistici si ha il profilo del battistrada arrotondato.

- Sportivo, studiato in modo da offrire la migliore tenuta. Nel caso degli pneumatici automobilistici questi avranno un'unione netta tra spalla e battistrada, in modo da massimizzare l'impronta a terra, anche se, come punto a sfavore, l'inserimento in curva risulta meno lineare/graduale. Nel caso degli pneumatici motociclistici si ha un profilo del battistrada con arrotondamento con raggio più corto al centro, in modo d'avere i lati del battistrada più piatti e massimizzare l'impronta a terra in piega, anche se questo limita l'intervallo di piega ottimale.

In entrambi i casi la mescola più morbida consente allo pneumatico di avere un attrito maggiore.
Nello pneumatico invernale la mescola e l'intagliatura permettono un aumento di temperatura più agevole e rapido per arrivare al valore per cui è stato studiato.
Nello pneumatico sportivo le flessioni dovute ad attrito in curva e a brusche accelerazioni/decelerazioni tendono da sole ad aumentare oltremodo la temperatura (riscaldamento isteretico), quindi la mescola è studiata per lavorare a una temperatura elevata ma il profilo sarà studiato in modo che la temperatura raggiunga il livello ottimale solo in caso di guida sportiva; si ricorda quindi che gli pneumatici sportivi possono avere una tenuta di strada peggiore di quelli da turismo se non sono opportunamente portati in temperatura.

Tale fenomeno è ancora più accentuato per le coperture ad uso agonistico, le cui temperature di esercizio possono arrivare a 140 °C ed avere una finestra utile di soli 20-30 °C o essere più versatili nella loro gestione della temperatura con un range di 85-135 °C.

## Codici di riconoscimento

### Codici tecnici

Schema di riconoscimento

Le caratteristiche fondamentali di uno pneumatico, scritte usualmente con marcature di codici impressi a caldo nella parte laterale dello stesso, sono:
- Dimensioni fisiche
- Caratteristiche prestazionali
- Caratteristiche costruttive
- Data di produzione[52]

L'ordine in cui tali caratteristiche vengono indicate è il seguente:
T l / hl St d cM vM Sca
D e N sono indicate a parte, mentre Sca non è sempre indicato.
Con tali denominazioni si vuole indicare in particolare:
- T: Tipo dello pneumatico (P=passenger, ovverosia per automobile) non obbligatorio in Europa
- l: Larghezza massima dello pneumatico, in condizioni di pressione e carico definite dalle norme, questa misura viene espressa in millimetri, in rari casi in pollici e in passato veniva espressa anche con un sistema letterale, in alcuni casi è possibile passare da un sistema all'altro
- hl: Rapporto, espresso in forma percentuale, fra altezza della spalla e larghezza della sezione (quindi moltiplicando l per h si ottiene l'altezza della spalla). Lo pneumatico si definisce ribassato quando tale rapporto è inferiore a 80, super-ribassato quando è inferiore a 45. Più piccolo è questo numero, migliore è la tenuta a scapito però del comfort. Se omesso è da considerarsi 80 per le autovetture e 100 per i motoveicoli.
- St: Struttura riguardante la disposizione delle tele e indicata con una lettera, può essere radiale "R" ("ZR" nel caso lo pneumatico superi i 240 km/h) o diagonale (anche detto bias belted o convenzionale o a tele incrociate) "B" o "-"
- d: Diametro del cerchione (solitamente in pollici, più raramente in millimetri)
- cM: carico massimo ammissibile. È un indice di riferimento alla massa limite (in kg) consentita sulla singola ruota. Per legge si devono montare pneumatici con capacità pari o superiori a valori trascritti alla carta di circolazione. I valori effettivi riferiti agli indici[53][54][55] sono:

- 0 = 45 kg
- 1 = 46,5 kg
- 2 = 47,5 kg
- 3 = 48,7 kg
- 4 = 50 kg
- 5 = 51,5 kg
- 6 = 53 kg
- 7 = 54,5 kg
- 8 = 56 kg
- 9 = 58 kg
- 10 = 60 kg
- 11 = 61,5 kg
- 12 = 63 kg
- 13 = 65 kg
- 14 = 67 kg
- 15 = 69 kg
- 16 = 71 kg
- 17 = 73 kg
- 18 = 75 kg
- 19 = 77,5 kg
- 20 = 80 kg
- 21 = 82,5 kg
- 22 = 85 kg
- 23 = 87,5 kg
- 24 = 90 kg
- 25 = 92,5 kg
- 26 = 95 kg
- 27 = 97,5 kg
- 28 = 100 kg
- 29 = 103 kg
- 30 = 106 kg
- 31 = 109 kg
- 32 = 112 kg
- 33 = 115 kg
- 34 = 118 kg
- 35 = 121 kg
- 36 = 125 kg
- 37 = 128 kg
- 38 = 132 kg
- 39 = 136 kg
- 40 = 140 kg
- 41 = 145 kg
- 42 = 150 kg
- 43 = 155 kg
- 44 = 160 kg
- 45 = 165 kg
- 46 = 170 kg
- 47 = 175 kg
- 48 = 180 kg
- 49 = 185 kg
- 50 = 190 kg
- 51 = 195 kg
- 52 = 200 kg
- 53 = 206 kg
- 54 = 212 kg
- 55 = 218 kg
- 56 = 226 kg
- 57 = 230 kg
- 58 = 236 kg
- 59 = 243 kg
- 60 = 250 kg
- 61 = 257 kg
- 62 = 265 kg
- 63 = 272 kg
- 64 = 280 kg
- 65 = 290 kg
- 66 = 300 kg
- 67 = 307 kg
- 68 = 315 kg
- 69 = 325 kg
- 70 = 335 kg
- 71 = 345 kg
- 72 = 355 kg
- 73 = 365 kg
- 74 = 375 kg
- 75 = 387 kg
- 76 = 400 kg
- 77 = 412 kg
- 78 = 425 kg
- 79 = 437 kg
- 80 = 450 kg
- 81 = 462 kg
- 82 = 475 kg
- 83 = 487 kg
- 84 = 500 kg
- 85 = 515 kg
- 86 = 530 kg
- 87 = 545 kg
- 88 = 560 kg
- 89 = 580 kg
- 90 = 600 kg
- 91 = 615 kg
- 92 = 630 kg
- 93 = 650 kg
- 94 = 670 kg
- 95 = 690 kg
- 96 = 710 kg
- 97 = 730 kg
- 98 = 750 kg
- 99 = 775 kg
- 100 = 800 kg
- 101 = 825 kg
- 102 = 850 kg
- 103 = 875 kg
- 104 = 900 kg
- 105 = 925 kg
- 106 = 950 kg
- 107 = 975 kg
- 108 = 1000 kg
- 109 = 1030 kg
- 110 = 1060 kg
- 111 = 1090 kg
- 112 = 1120 kg
- 113 = 1150 kg
- 114 = 1180 kg
- 115 = 1215 kg
- 116 = 1250 kg
- 117 = 1285 kg
- 118 = 1320 kg
- 119 = 1360 kg
- 120 = 1400 kg
- 121 = 1450 kg
- 122 = 1500 kg
- 123 = 1550 kg
- 124 = 1600 kg
- 125 = 1650 kg
- 126 = 1700 kg
- 127 = 1750 kg
- 128 = 1800 kg
- 129 = 1850 kg
- 130 = 1900 kg
- 131 = 1950 kg
- 132 = 2000 kg
- 133 = 2060 kg
- 134 = 2120 kg
- 135 = 2180 kg
- 136 = 2240 kg
- 137 = 2300 kg
- 138 = 2360 kg
- 139 = 2430 kg
- 140 = 2500 kg
- 141 = 2575 kg
- 142 = 2650 kg
- 143 = 2725 kg
- 144 = 2800 kg
- 145 = 2900 kg
- 146 = 3000 kg
- 147 = 3075 kg
- 148 = 3150 kg
- 149 = 3250 kg
- 150 = 3350 kg
- 151 = 3450 kg
- 152 = 3550 kg
- 153 = 3650 kg
- 154 = 3750 kg
- 155 = 3875 kg
- 156 = 4000 kg
- 157 = 4125 kg
- 158 = 4250 kg
- 159 = 4375 kg
- 160 = 4500 kg
- 161 = 4625 kg
- 162 = 4750 kg
- 163 = 4875 kg
- 164 = 5000 kg
- 165 = 5150 kg
- 166 = 5300 kg
- 167 = 5450 kg
- 168 = 5600 kg
- 169 = 5800 kg
- 170 = 6000 kg
- 171 = 6150 kg
- 172 = 6300 kg
- 173 = 6500 kg
- 174 = 6700 kg
- 175 = 6900 kg
- 176 = 7100 kg
- 177 = 7300 kg
- 178 = 7500 kg
- 179 = 7750 kg
- 180 = 8000 kg
- 181 = 8250 kg
- 182 = 8500 kg
- 183 = 8750 kg
- 184 = 9000 kg
- 185 = 9250 kg
- 186 = 9500 kg
- 187 = 9750 kg
- 188 = 10000 kg
- 189 = 10300 kg
- 190 = 10600 kg
- 191 = 10900 kg
- 192 = 11200 kg
- 193 = 11500 kg
- 194 = 11800 kg
- 195 = 12150 kg
- 196 = 12500 kg
- 197 = 12850 kg
- 198 = 13200 kg
- 199 = 13600 kg
- 200 = 14000 kg
- 201 = 14500 kg
- 202 = 15000 kg
- 203 = 15500 kg
- 204 = 16000 kg
- 205 = 16500 kg
- 206 = 17000 kg
- 207 = 17500 kg
- 208 = 18000 kg
- 209 = 18500 kg
- 210 = 19000 kg
- 211 = 19500 kg
- 212 = 20000 kg
- 213 = 20600 kg
- 214 = 21200 kg
- 215 = 21800 kg
- 216 = 22400 kg
- 217 = 23000 kg
- 218 = 23600 kg
- 219 = 24300 kg
- 220 = 25000 kg
- 221 = 25750 kg
- 222 = 26500 kg
- 223 = 27250 kg
- 224 = 28000 kg
- 225 = 29000 kg
- 226 = 30000 kg
- 227 = 30750 kg
- 228 = 31500 kg
- 229 = 32500 kg
- 230 = 33500 kg
- 231 = 34500 kg
- 232 = 35500 kg
- 233 = 36500 kg
- 234 = 37500 kg
- 235 = 38750 kg
- 236 = 40000 kg
- 237 = 41250 kg
- 238 = 42500 kg
- 239 = 43750 kg
- 240 = 45000 kg
- 241 = 46250 kg
- 242 = 47500 kg
- 243 = 48750 kg
- 244 = 50000 kg
- 245 = 51500 kg
- 246 = 53000 kg
- 247 = 54500 kg
- 248 = 56000 kg
- 249 = 58000 kg
- 250 = 60000 kg
- 251 = 61500 kg
- 252 = 63000 kg
- 253 = 65000 kg
- 254 = 67000 kg
- 255 = 69000 kg
- 256 = 71000 kg
- 257 = 73000 kg
- 258 = 75000 kg
- 259 = 77500 kg
- 260 = 80000 kg
- 261 = 82500 kg
- 262 = 85000 kg
- 263 = 87500 kg
- 264 = 90000 kg
- 265 = 92500 kg
- 266 = 95000 kg
- 267 = 97500 kg
- 268 = 100000 kg
- 269 = 103000 kg
- 270 = 106000 kg
- 271 = 109000 kg
- 272 = 112000 kg
- 273 = 115000 kg
- 274 = 118000 kg
- 275 = 121500 kg
- 276 = 125000 kg
- 277 = 128500 kg
- 278 = 132000 kg
- 279 = 136000 kg

- vM: Velocità massima ammissibile espressa tramite una lettera, per legge si devono montare pneumatici con capacità pari o superiori a valori trascritti alla carta di circolazione, più precisamente[56]:

- A1: 5 km/h
- A2: 10 km/h
- A3: 15 km/h
- A4: 20 km/h
- A5: 25 km/h
- A6: 30 km/h
- A7: 35 km/h
- A8: 40 km/h
- B: 50 km/h
- C: 60 km/h
- D: 65 km/h
- E: 70 km/h
- F: 80 km/h
- G: 90 km/h
- J: 100 km/h
- K: 110 km/h
- L: 120 km/h
- M: 130 km/h
- N: 140 km/h
- P: 150 km/h
- Q: 160 km/h
- R: 170 km/h
- S: 180 km/h
- T: 190 km/h
- U: 200 km/h
- H: 210 km/h
- V: 240 km/h
- W: 270 km/h
- Y: 300 km/h

Esistono anche alcuni indici particolari, che non indicano solo la velocità o la indicano in modo differente
- VR: oltre 210 km/h (non specificata la massima)
- ZR: oltre 240 km/h (non specificata la massima)
- ZR+W: oltre 240 km/h (velocità massima inferiore ai 270 km/h)
- ZR+Y: oltre 240 km/h (velocità massima inferiore ai 300 km/h)
- ZR+indice di carico+W: oltre 240 km/h (velocità massima superiore ai 300 km/h)

(tutti gli pneumatici che superano i 240 km/h devono avere la lettera Z riportata all'interno dell'indicazione della designazione dimensionale dello pneumatico es: 255/30 ZR 19 94W)
- Sca: Attitudine all´uso senza camera d´aria, con la dicitura "TL" o "Tubeless"
- D: espresso come xxyy, dove xx è la settimana e yy l'anno di costruzione.
- N: Nome dello pneumatico, nella forma di un marchio depositato.
- M+S: pneumatici comunemente definiti invernali (Mud and Snow)
- XL: carico maggiore (di solito spalla più rigida)

Un esempio di una reale iscrizione potrebbe essere P235/45 R17 97W, interpretabile come:
- P indica che trattasi di uno pneumatico per autovettura ("P" di passenger).
- 235 - la larghezza è di 235 mm.
- 45 - il rapporto dell'altezza con la larghezza è del 45% - di conseguenza l'altezza è 105,75 mm.
- R - trattasi di pneumatico radiale.
- 17 - per cerchioni da 17 pollici.
- 97 - il peso massimo ammesso, in questo caso di 730 kg.
- W - per velocità massima di 270 km/h (167 mph).

La data di produzione viene identificata mediante tre cifre di cui le prime due indicano la settimana e l'ultima il millesimo dell'anno di fabbricazione, a volte viene utilizzato un codice a quattro cifre dove le ultime due indicano l'anno di produzione, esempio 4792 (settimana 47, anno 1992) oppure 4709 (settimana 47, anno 2009)
Per quanto riguarda i pneumatici americani, viene utilizzato uno schema differente per identificarne la misura, l'ordine in cui tali caratteristiche vengono indicate è il seguente:
Dr l St d T
Con tali denominazioni si vuole indicare in particolare:
- Dr: Diametro della ruota, espresso in pollici
- l: Larghezza massima dello pneumatico, in condizioni di pressione e carico definite dalle norme, questa misura viene espressa in pollici
- St: Struttura riguardante la disposizione delle tele e indicata con una lettera, può essere radiale "R" ("ZR" nel caso lo pneumatico superi i 240 km/h) o diagonale (anche detto bias belted o convenzionale o a tele incrociate) "B" o "-"
- d: Diametro del cerchione in pollici
- T: Tipo dello pneumatico (LT=Light Truck)

### Codici di omologazione
A seconda del paese o continente lo pneumatico deve seguire determinate leggi di omologazione e riportare la dicitura della stessa sullo pneumatico, generalmente dato che i produttori di pneumatici lavorano in ambito internazionale, sullo stesso pneumatico possono essere riportate più omologazioni.
Le diciture principali sono:

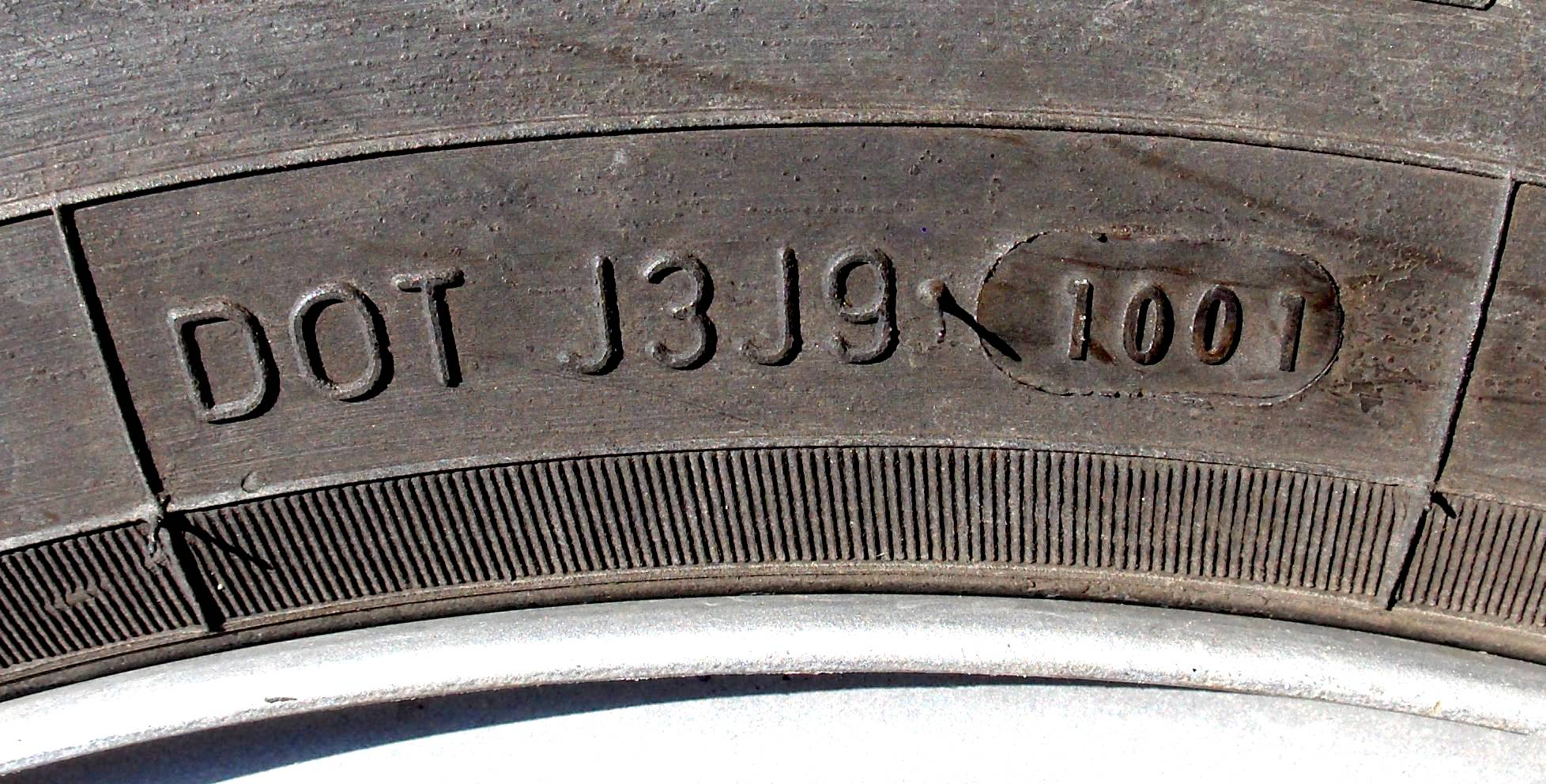
DOT di uno pneumatico

- DOT (Department of Transportation) omologazione americana con annesso data di produzione dello pneumatico, data a 4 cifre, le prime due indicano la settimana e le altre due si riferiscono all'anno di produzione; gli si affianca l'Uniform Tire Quality Grading che fornisce dettagli supplementari.
- ECE-ONU/UE e Direttiva 92/23/CEE sono le omologazioni europee
- E1 indica l'omologazione e il paese che l'ha rilasciata, l'omologazione è un requisito obbligatorio.

Queste omologazioni prevedono anche l'uso di sigle aggiuntive per identificare le caratteristiche d'uso dello pneumatico o caratteristiche/trattamenti particolari, quali:
- MST (Multi Service Tyre) indica pneumatici speciali idonei per impiego misto strada e fuoristrada.[58]
- NHS (Not for Highway Service) indica pneumatici non per uso stradale, in quanto per uso esclusivo competizioni.
- P (passenger car) indica uno pneumatico a uso esclusivo per autovetture, questa sigla viene posta prima delle dimensioni delle pneumatico
- RETREAD o 108 R dicitura per pneumatici ricostruiti, dove viene cancellato il marchio di omologazione originale (europeo), e sostituito da un marchio che fa riferimento al Regolamento ECE-ONU n. 108
- Montagna di neve con 3 picchi, o 3PMSF: rappresenta una montagna con all'interno un fiocco di neve, questo simbolo identifica pneumatici invernali omologati secondo gli standard americani.[59]

### Etichetta degli pneumatici

Etichetta europea degli pneumatici

Tramite il regolamento (CE) 1222/2009 sulla nuova etichettatura degli pneumatici, si mira a fornire informazioni utili e facilmente valutabili sulle caratteristiche generali degli pneumatici, che può essere usato dal 30 maggio 2012, diventando obbligatorio per tutti quelli prodotti dopo il 1º luglio 2012, e che dal 1º novembre 2012 tutti gli pneumatici messi sul mercato dovranno per legge riportare la nuova etichetta.
I parametri misurati, valutati e mostrati sono:
- Consumi (resistenza al rotolamento), dove tramite il test stabilito dal Regolamento (CE) 1222/2009, modificato dal Regolamento (UE) 1235/2011 viene valutata la resistenza al rotolamento, in quanto maggiore sarà la resistenza al rotolamento e maggiore è il consumo di carburante, valore che cambia non solo per via delle caratteristiche fisiche dello pneumatico, ma anche con la pressione dello stesso.
Tale valore o più precisamente classificazione alfabetica viene determinato non solo dal coefficiente di attrito dello pneumatico, ma anche in base alle categoria di mezzi per cui è destinato[64]
- Aderenza su bagnato, questa valutazione viene effettuata facendo frenare un'autovettura su fondo bagnato tramite le procedure stabilite dal Regolamento (CE) 1222/2009 come modificato dal Regolamento (UE) 228/2011 e (UE) 1235/2011.
Prova eseguita tramite veicolo standard dotato di ABS, che deve passare da 80 a 20 km/h, strato d'acqua compreso tra 0,5 e 1,5 mm, con temperatura compresa tra 2 e 20 °C per gli pneumatici invernali e tra 5 e 35 °C per gli pneumatici estivi.[65]
- Rumore esterno da rotolamento, rappresenta il rumore prodotto dallo pneumatico durante la marcia che si percepisce all'esterno del veicolo ed è misurata tramite la metodica stabilita dal Regolamento (CE) 1222/2009, dove in questa sezione viene visualizzato il valore in dB e tramite un altoparlante con tanto di barre sonore, le quali rappresentano:
  - 3 barre nere = pneumatico conforme all'attuale normativa europea 2011/43 CE
  - 2 barre nere = pneumatico mediamente rumoroso, compreso tra il futuro limite e 3 dB al di sotto
  - 1 barra nera = pneumatico poco rumoroso, oltre 3 dB al di sotto del futuro limite.

### Pneumatici per biciclette
Per le biciclette esistono diverse convenzioni (in pollici, marcatura francese, ETRTO), ultimamente si è cercato di uniformare tali misure con i codici ETRTO (European Tyre and Rim Technical Organisation- organizzazione tecnica europea per pneumatici e cerchi).
Le misure ETRTO indicano la larghezza e il diametro interno dello pneumatico in millimetri. Questa indicazione permette anche una precisa correlazione con la misura del cerchio; ad esempio, ETRTO 60 - 406 corrisponde a uno pneumatico di 20 pollici x 2,35 (20 rappresenta il diametro e 2,35 la larghezza espressa in pollici); un ulteriore esempio: la misura ETRTO 35 - 590 corrisponde a una misura in pollici 26 x 1 ⅜ e a una misura francese di 650 x 35A (la marcatura francese indica il diametro esterno dello pneumatico e la larghezza).
Oltre alle diverse convenzioni bisogna anche aggiungere che i cerchi per le biciclette hanno una tolleranza di larghezza di circa 3 millimetri.
Gli pneumatici per le biciclette hanno un'ulteriore indicazione, il TPI o EPI (numero di terminali o di fili per pollice); in linea di massima gli pneumatici migliori sono quelli con filamenti del tessuto più sottili e numerosi in quanto riduce la resistenza di rotolamento, quindi con un numero TPI più alto.
I pneumatici per biciclette a seconda della loro tipologia (tubolare, copertoncino, copertone da MTB, gravel o altro) calzano adeguatamente su un range più o meno ristretto di cerchioni, in particolar modo al canale del cerchione.

Di solito l'accoppiamento cerchione pneumatico viene effettuato dal punto di vista del cerchione, in quanto le tabelle di compatibilità partono dalla misura del canale cerchione e poi indicano le misure dei pneumatici compatibili, questa compatibilità cambia in base alla tipologia di pneumatici da installare.

## Manutenzione
I due aspetti principali dello pneumatico che devono essere monitorati nel tempo sono: pressione di gonfiaggio e spessore del battistrada, inoltre è preferibile ridurre l'esposizione solare/ultravioletti (in caso di stoccaggio) e pulire le gomme da sporcizia che può aggredire la gomma (agenti chimici).
Un insieme di sigle standard europee è stampigliato sui singoli pneumatici e permette di ricavare la pressione nominale (o di targa), omologata dal costruttore. Essa è anche ricavabile dalla Carta di Circolazione del veicolo.

Una pressione sia superiore che inferiore a quella omologata accelera il consumo del battistrada e l'usura dello pneumatico, riducendo la sua vita utile e la durata in servizio, non soggette a particolari prescrizioni tecniche-di legge. Aumentano inoltre il consumo medio di carburante per chilometro di strada percorso, e il rischio di incidenti stradali anche mortali.
Pressione e spessori sono obbligatoriamente verificati in sede di Revisione auto.

Possono essere inoltre oggetto di controllo e sanzioni (art. 175 CdS) da parte della Polizia stradale. A partire dal 2001, le statistiche sono rilevate annualmente in collaborazione con l'associazione di categoria Assogomma, nell'ambito della campagna "pneumatici sotto controllo".
Gli automobilisti possono far verificare la pressione di gonfiaggio presso un distributore di benzina o da un gommista autorizzato. La misura richiede pochi minuti ed è in genere gratuita. Si effettua con un manometro, analogico o digitale-differenziale che viene collegato alla valvola di tenuta dello pneumatico. Presso benzinai e gommisti sono alimentati da un compressore, che permette anche di gonfiare lo pneumatico e riportare il livello di pressione a quello indicato dal distributore.

Alcuni modelli in commercio sono fissati con un ugello autosigillante che impedisce la fuoriuscita d'aria dalla gomma durante la misura, ed il tipico rumore di sibilo percepito. Altro problema è la taratura del manometro, non autocertificata da un soggetto privato accreditato.
Se invece è il battistrada ad essere non più adeguato, l'unica soluzione possibile è la sostituzione dello pneumatico. Lo spessore minimo obbligatorio in Italia tramite il codice della Strada all'articolo 79 è pari a 1.6 mm per gli autoveicoli, filoveicoli e rimorchi, 1 mm per i motoveicoli e 0,5 mm per i ciclomotori.
L'esposizione degli pneumatici ai raggi solari o altre fonti ultraviolette induce ad un invecchiamento precoce dello pneumatico, con tanto di screpolatura dello stesso.

Anche la presenza di residui chimici possono alterare in modo più o meno marcato le caratteristiche dello pneumatico, che può andare incontro allo stesso esito dato dall'esposizione ai raggi ultravioletti.

## Danni

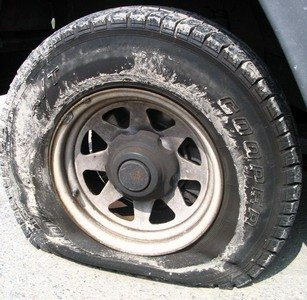
Pneumatico o camera d'aria forati

I danni che si possono verificare allo pneumatico sono diversi a seconda del tipo di pneumatico:

### Tube Type & Tubeless
- Graining, tale danno o difetto d'usura si verifica nelle competizioni, quando lo pneumatico non riuscendo a conferire la dovuta aderenza, di conseguenza incomincia a scivolare lateralmente e a formare grumi, che s'interpongono tra battistrada e strada, riducendo l'aderenza e una volta che si staccano dal battistrada lasciano dei buchi[80], ma si può verificare anche in caso di derapata
- Blistering, tale danno o alterazione della gomma si verifica nelle competizioni ed è caratterizzata da un surriscaldamento della gomma battistrada prossimale alla carcassa, il che porta alla creazione di bolle d'aria all'interno del battistrada, che ne provoca il sollevamento e nei casi più gravi il distacco[81]
- Strappo, danno al battistrada, che si verifica nelle competizioni o nell'uso inadeguato, dove causa una guida eccessivamente irruente e in particolar modo in accelerazione o frenata, sul battistrada si creano delle screpolature più o meno profonde regolari tra loro disposte longitudinalmente (perpendicolari alla sollecitazione), in quanto lo pneumatico non perde aderenza, ma il battistrada non ha le caratteristiche fisiche per supportare tale sforzo, causa preparazione, condizioni o setting errati.[82]

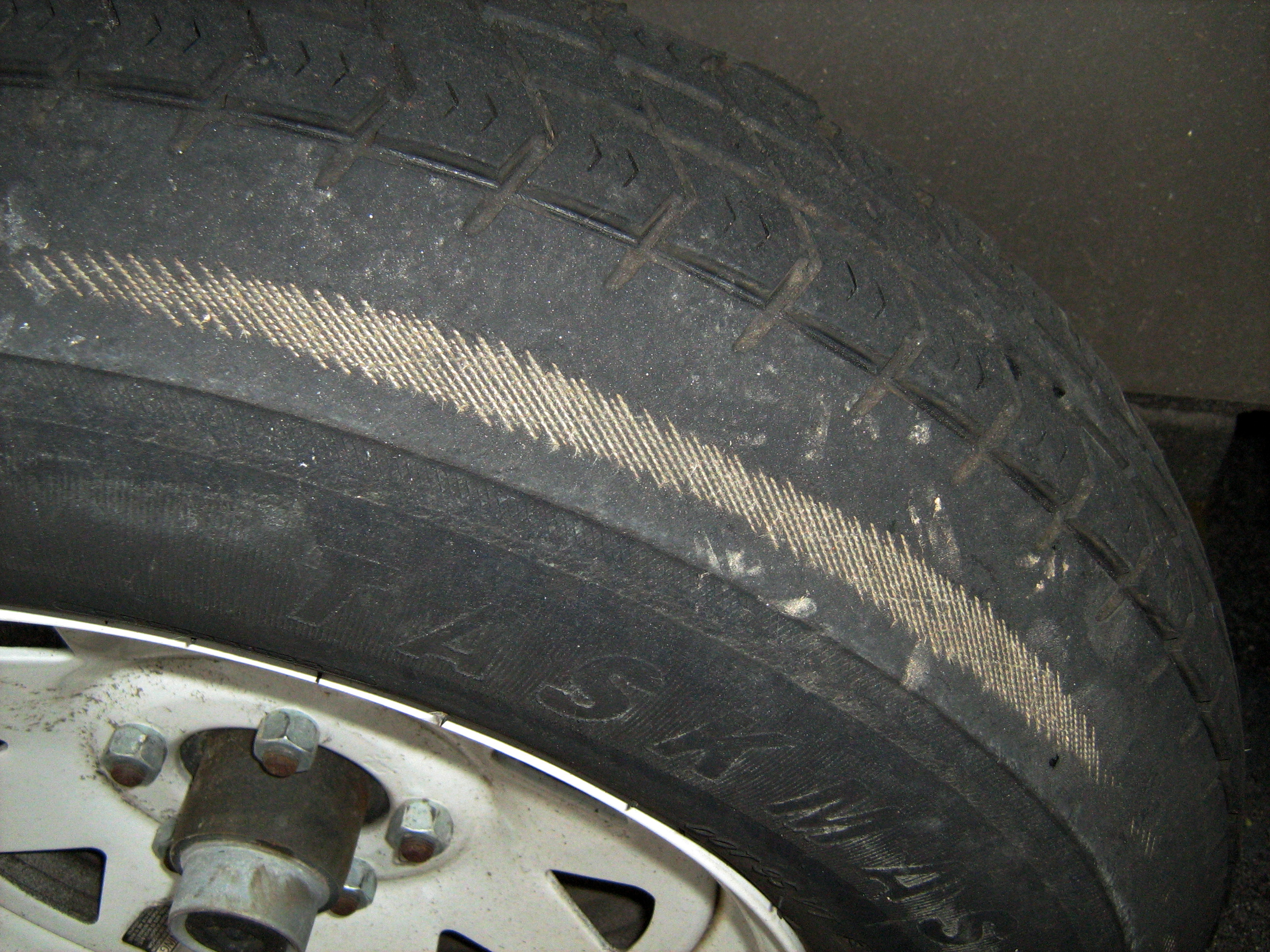
Pneumatico con spalle usurate

- Usura spalle in caso di guida prolungata a gomme molto sgonfie si verifica l'usura della gomma sulle spalle dello pneumatico, fino a mostrare le tele e rendere di fatto lo pneumatico inutilizzabile

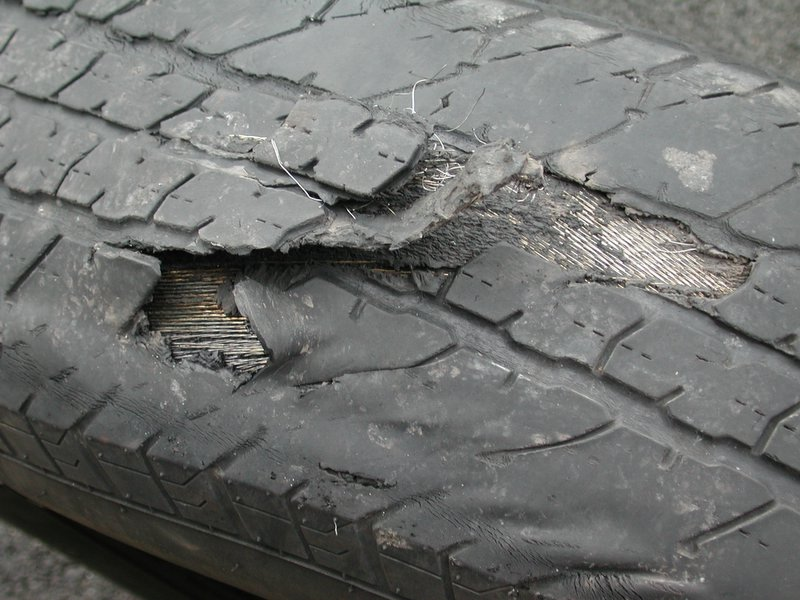
Pneumatico con battistrada parzialmente delaminato

- Delaminazione si tratta del cedimento del battistrada ed eventualmente anche della cintura o pacco cintura, il quale si solleva e distacca dallo pneumatico[83]
- Spiattellamento o usura localizzata Avviene in caso di bloccaggio dello pneumatico durante una frenata, questo comporta un consumo localizzato e una variazione dell'altezza del battistrada, che provoca vibrazione ed eventuale saltellamento dello pneumatico[83][84]
- Appiattimento si verifica quando il mezzo rimane in sosta per un periodo molto prolungato, a seconda dell'appiattimento si può avere un suo ripristino naturale o meno[84]

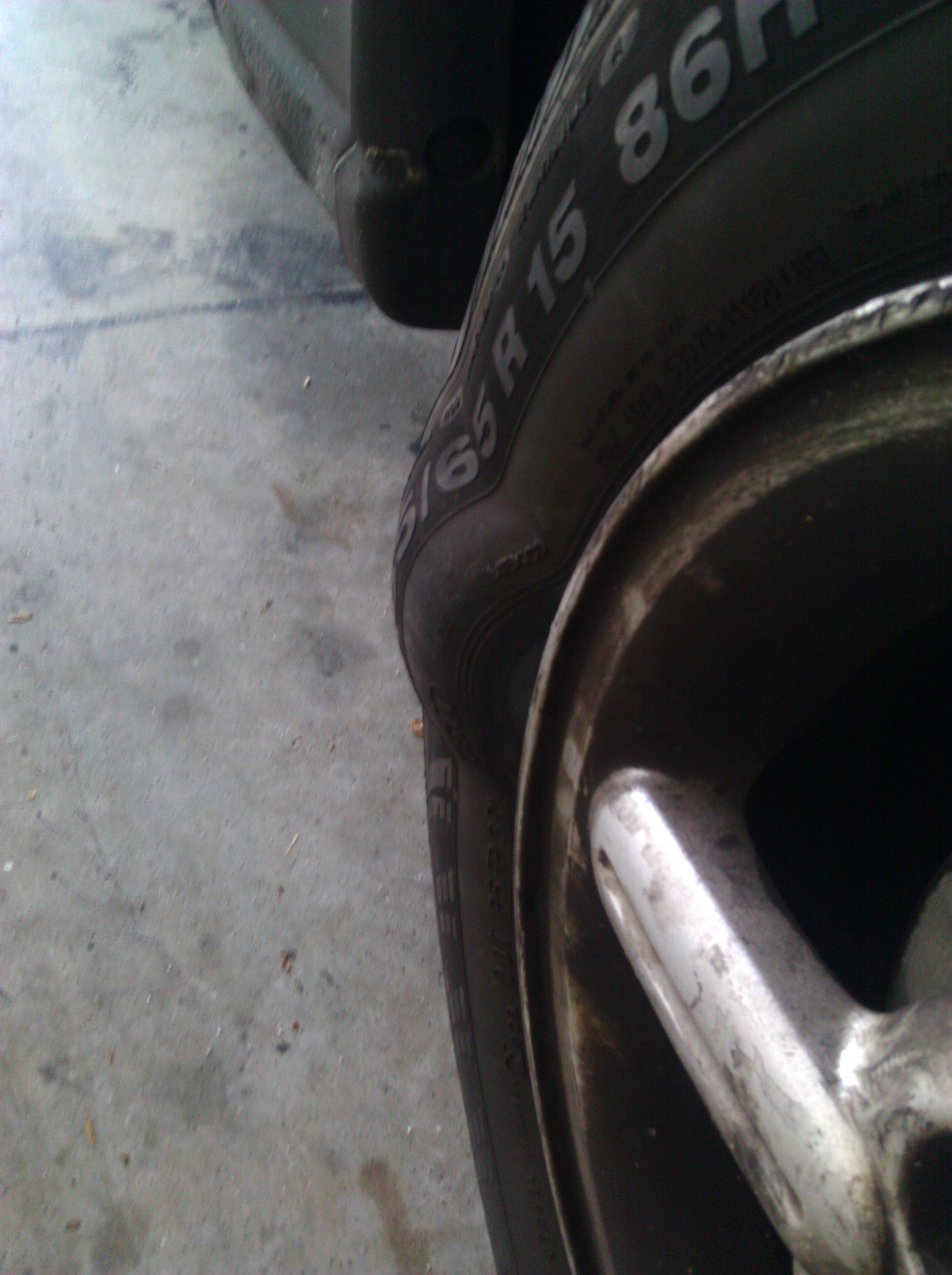
Bolla su pneumatico da cedimento strutturale

- Cedimento strutturale o ernia durante un urto con oggetti o a difetti strutturali, la carcassa dello pneumatico può cedere e si può verificare un rigonfiamento sui fianchi.[83][84]
- Gelatinosità si verifica con pneumatici nuovi e muniti di tacchetti o con battistrada molto pronunciato e lavorato il che conferisce una reazione ai comandi simile alla gelatina, specialmente in velocità[84]

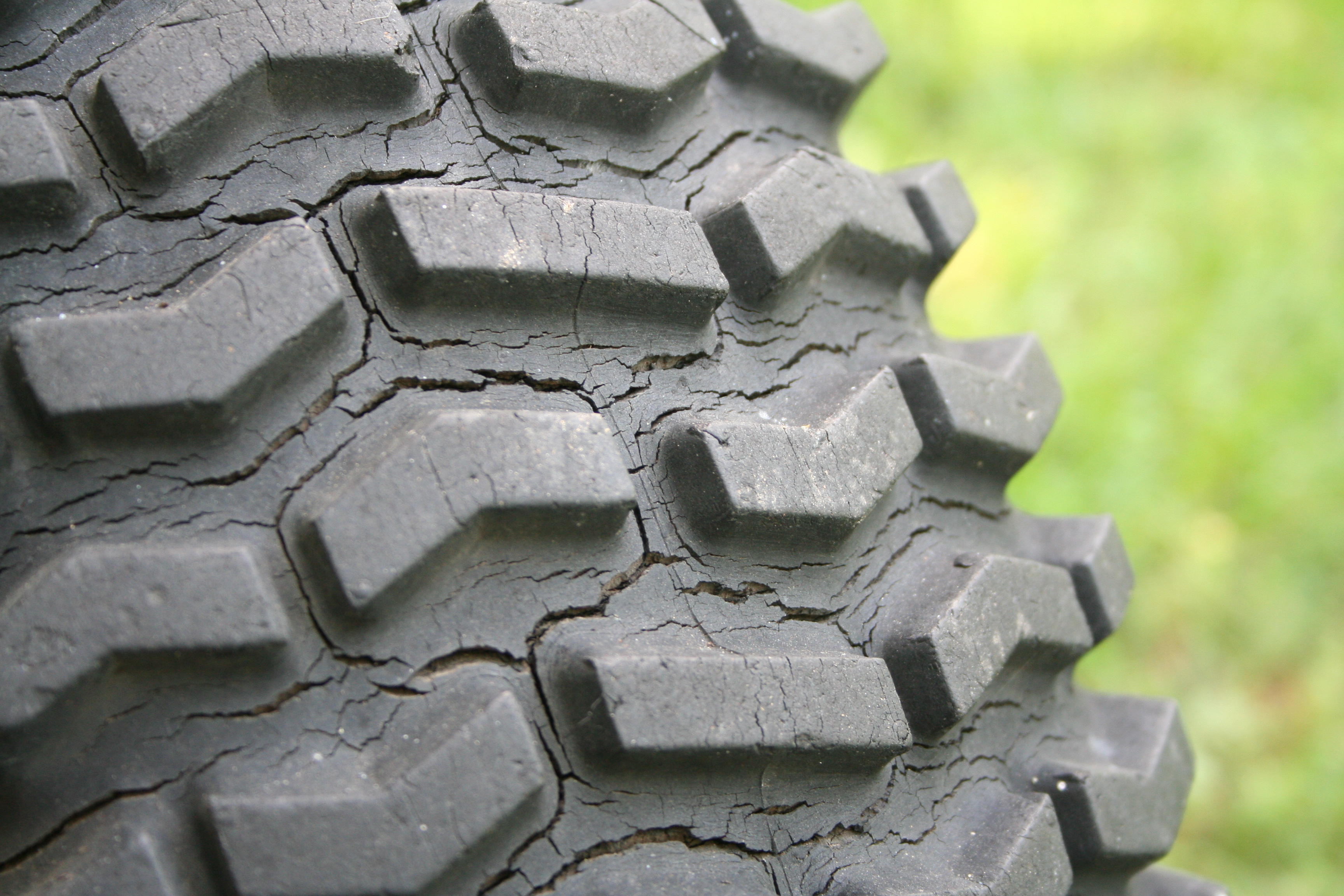
Pneumatico fessurato a causa dell'invecchiamento

- Fessurazione o Cracking o screpolature si tratta della formazione di piccole crepe sul battistrada o spalla dello pneumatico, queste crepe che possono avvenire per via delle particolari condizioni climatiche o per invecchiamento dello pneumatico, quindi a una permanente o momentanea perdita di elasticità della gomma, che esposta al normale stress da utilizzo si fessura.[83]
- Rottura del tallone viene causata o indotta da un eccessivo stress durante la fase di montaggio[83]
- Fenditura circolare interna causata da un errato stallonamento dello pneumatico dal cerchio.[83]

### Tubeless

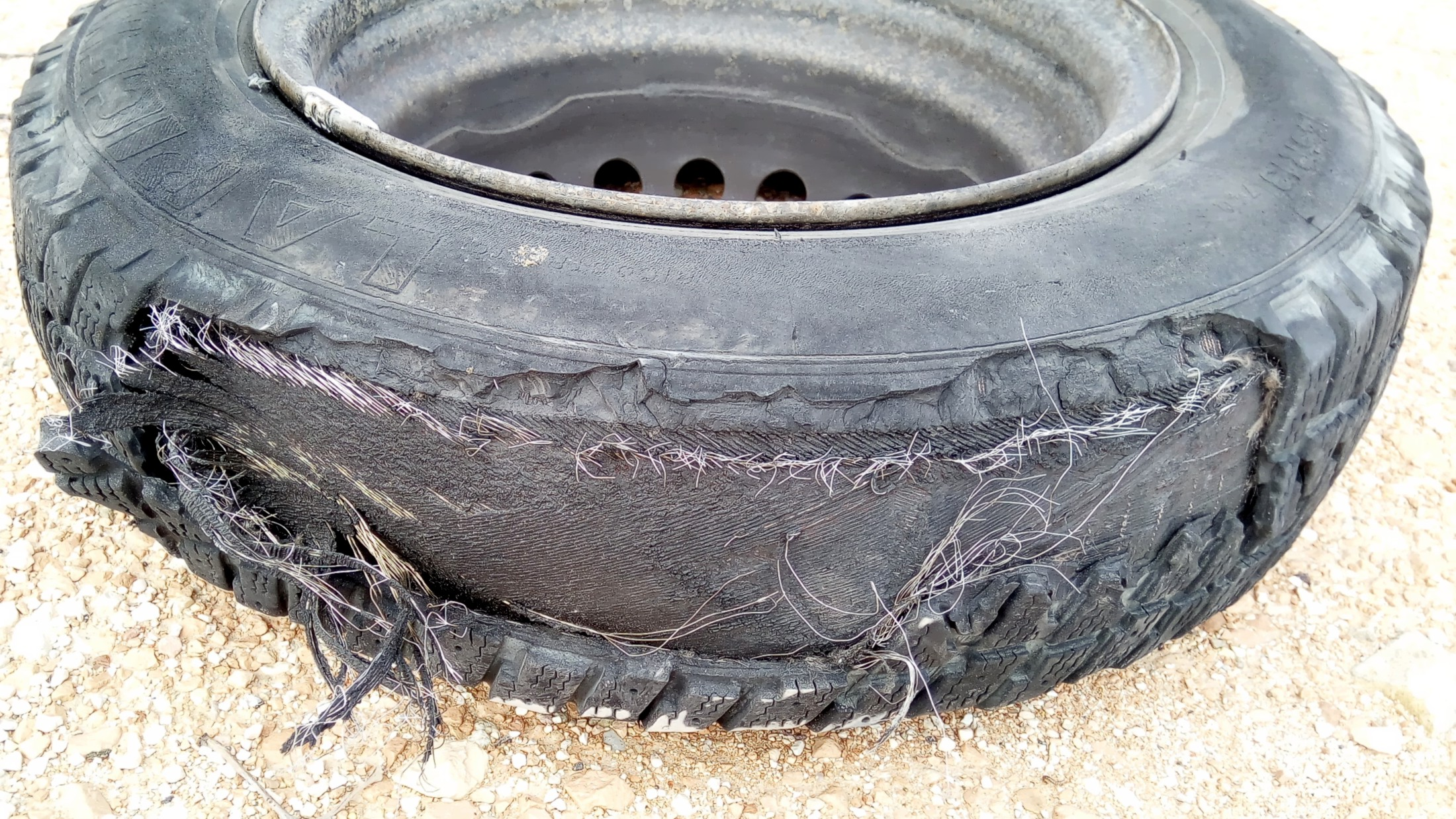
Pneumatico squarciato, tela lacerata e conseguente delaminazione

- Pneumatico squarciato Esplosione dello pneumatico, evento molto raro e non riparabile, necessita la sostituzione completa;
- Rottura della valvola, richiede la sostituzione della valvola;
- Foratura dello pneumatico, danno che generalmente è riparabile presso un gommista tramite una toppa o una striscia autovulcanizzante[85], eccetto nel caso di danno alla spalla e/o alla tela.

### Tube Type
- Rottura della valvola, richiede la sostituzione della camera d'aria;
- Esplosione della camera d'aria, evento molto raro e generalmente causato da una rotazione dello pneumatico sul cerchione, richiede la sostituzione della camera d'aria;
- Foratura della camera d'aria, danno semplice da individuare immergendo la camera d'aria gonfia in un catino contenente acqua o ricoprendola con del sapone; per la riparazione è sufficiente una toppa e del mastice;
- Foratura dello pneumatico, questo danno non crea problemi al normale lavoro dello pneumatico.

## Raccolta e recupero pneumatici usati

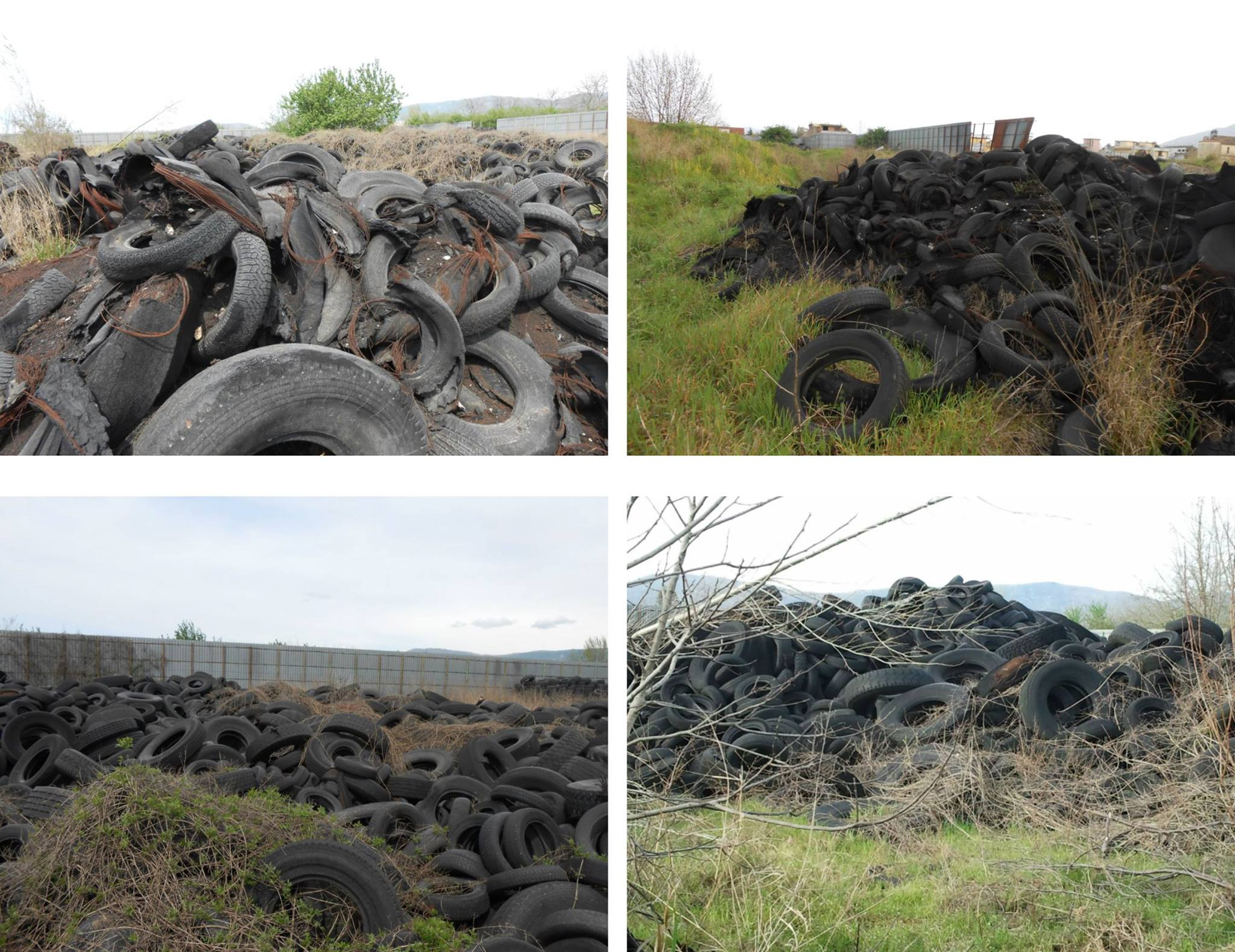
Pneumatici fuori uso

Sul tema del riciclaggio degli pneumatici, un decreto è stato emanato in Italia (D.M. n. 82 dell'11 aprile 2011), il quale attribuisce ai produttori e agli importatori la responsabilità di raccogliere gli pneumatici usati, denominati con l'acronimo PFU, cioè "Pneumatici Fuori Uso".
Come in altri paesi europei, i produttori e gli importatori di pneumatici s'impegnano a recuperare la quantità di pneumatici equivalente a quella che hanno immesso sul mercato l'anno precedente.
Tale processo sarà reso possibile grazie a un contributo ambientale che è riportato sulla fattura o sullo scontrino fiscale rilasciato al cliente. L'importo dell'eco-contributo dipende dal tipo di pneumatico e dalla sua dimensione.
Si stima che delle circa 400.000 tonnellate di pneumatici fuori uso che vengono annualmente generati in Italia, il 50% venga utilizzato come combustibile, il 25% venga macinato e riutilizzato come materia prima per una serie di applicazioni e il 25% venga disperso in discariche abusive. Un'inchiesta giornalistica di Alessio Ribaudo del Corriere della Sera ha raccontato come in Italia, 520 chilometri di strade siano state realizzate con asfalti modificati con l’aggiunta di polverino di gomma riciclata dagli pneumatici fuori uso: un grande business sottratto alle mafie grazie ai consorzi obbligatori di smaltimento, come Ecopneus. Prima di questa data ogni anno, ha stimato Legambiente, sparivano nel nulla — o si disperdevano in canali poco chiari — fino a 100.000 tonnellate di pneumatici fuori uso, circa un quarto di tutti quelli venduti. Un "buco" dove si infilavano i tentacoli della criminalità organizzata: dalla mafia alla ‘ndrangheta, passando per la camorra.

## Legislazione

### Codice della strada
In Italia, lo pneumatico è riconosciuto come l'unico strumento adatto ad equipaggiare autoveicoli sin dal 1930 (R.D. Legge n. 494 del 26/4/1930).
Per garantire un uso in sicurezza i battistrada degli pneumatici devono superare determinate caratteristiche minime. Queste caratteristiche vengono definite dal codice della strada e possono variare a seconda della nazione e dalla categoria del mezzo. Le misure, senza considerare casi particolari, come mezzi d'opera o macchine operatrici, sono di 1.6 mm per gli autoveicoli, 1.0 mm per i motoveicoli e 0.5 mm per ciclomotori.
Ogni pneumatico deve inoltre essere conforme alle specifiche degli pneumatici omologati per il mezzo su cui viene utilizzato. Omologazioni ulteriori a quelle già presenti possono essere aggiunte nel caso siano state riconosciute successivamente; in caso contrario è necessario richiedere un nulla osta.
Altro aspetto da tenere in considerazione sul corretto uso degli pneumatici è l'omogeneità degli pneumatici sullo stesso assale, quindi dovranno essere uguali, mentre possono differire tra i diversi assali, nel caso di pneumatici misti (ricoperti e nuovi) sulle stesso assale è possibile se le marche degli pneumatici e carcasse sono le stesse ed hanno pari caratteristiche tecniche.

Nel periodo invernale dove vige l'obbligo delle catene a bordo o l'uso degli pneumatici invernali, è possibile utilizzare queste ultime nel solo asse di trazione, anche se in questo caso si può incorrere nell'effetto saponetta, quindi si hanno gli pneumatici estivi che non riescono a far mantenere la traiettoria al mezzo.